# Conquista spagnola del Guatemala
La conquista spagnola del Guatemala fu un lungo conflitto nel corso della colonizzazione spagnola delle Americhe, nel quale gli spagnoli gradualmente incorporarono il territorio che divenne poi il moderno Guatemala nel vicereame della Nuova Spagna.
Prima della conquista, questo territorio conteneva un gran numero di regni mesoamericani in lotta tra loro, la maggioranza dei quali erano maya. Molti conquistadores vedevano i Maya come "infedeli" che dovevano essere convertiti e pacificati, disgregando le strutture della loro società. Il primo contatto tra Maya e esploratori europei avvenne all'inizio del XVI secolo quando una nave spagnola salpata da Panama e diretta a Santo Domingo si incagliò nella costa orientale della Penisola dello Yucatán nel 1511. Gli spagnoli fecero seguire altre spedizioni nel 1517 e nel 1519, raggiungendo diverse parti della costa dello Yucatan. La conquista spagnola di questo territorio fu ad ogni modo lunga per l'opposizione dei Maya che richiesero quasi due secoli per essere soggiogati dagli spagnoli.
Pedro de Alvarado giunse in Guatemala dalla Messico da poco conquistato all'inizio del 1524, comandando una forza mista di conquistadores spagnoli e alleati locali, in gran parte da Tlaxcala e Cholula. I maya Kaqchikel inizialmente si allearono anch'essi con gli spagnoli, ma ben presto gli si ribellarono per l'eccessiva richiesta di tributi e non si arresero sino al 1530. Nel frattempo gli spagnoli erano riusciti coi loro alleati a soggiogare la maggior parte dei regni maya del Guatemala. Gli Itza e altri gruppi locali del bacino di Petén entrarono in contatto per la prima volta con Hernán Cortés nel 1525, ma rimasero indipendenti e ostili sino al 1697, quando un assalto spagnolo guidato da Martín de Ursúa y Arizmendi riuscì a sconfiggere gli ultimi regni indipendenti maya.
Le tattiche e le tecnologie spagnole e indiane differivano notevolmente tra loro. Gli spagnoli vedevano la cattura dei prigionieri come una perdita di tempo, mentre i Maya davano priorità alla cattura di nemici vivi e a fare bottino. I popoli indigeni del Guatemala non avevano però gli elementi chiave della tecnologia del Vecchio Mondo come ad esempio la ruota, i cavalli, il ferro, l'acciaio, la polvere da sparo; essi non erano inoltre immuni alle malattie più banali del Vecchio Mondo cui non potevano opporsi. I Maya avevano preferenza alle razzie ed alle imboscate come tecniche di guerra, utilizzando lance, frecce e spade di legno con innestate lame di ossidiana; gli Xinca delle pianure del sud usavano anche del veleno sulle loro frecce. In risposta all'uso della cavalleria da parte degli spagnoli, i Maya erano soliti scavare delle buche con pali acuminati che poi venivano ricoperte.

## Fonti storiche

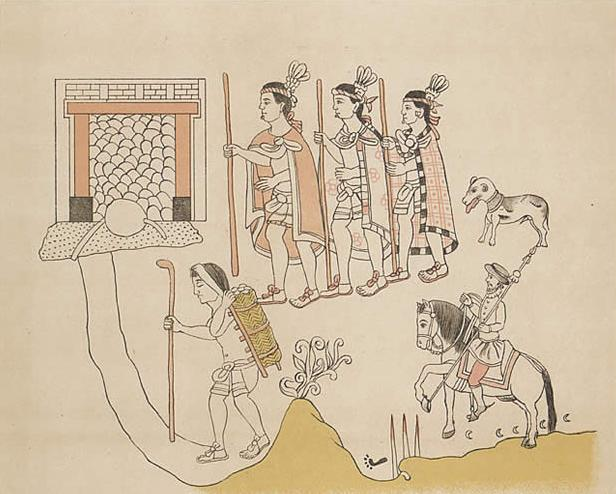
Una pagina del Lienzo de Tlaxcala che mostra un conquistador spagnolo accompagnato dai suoi alleati tlaxcalani.

Le fonti che descrivono la conquista spagnola del Guatemala sono prevalentemente di natura spagnola, come ad esempio due delle quattro lettere scritte dal conquistador Pedro de Alvarado a Hernán Cortés nel 1524, dove vengono descritte le parti iniziali della campagna per soggiogare il Guatemala. Queste lettere vennero inviate a Tenochtitlán, indirizzate a Cortés ma pensate perché potessero essere riportate anche al sovrano di Spagna; due di queste lettere sono andate nel tempo perdute. Gonzalo de Alvarado y Chávez era cugino di Pedro de Alvarado; egli lo accompagnò nella sua prima campagna nel Guatemala e nel 1525 divenne conestabile di Santiago de los Caballeros de Guatemala, la nuova capitale locale fondata dagli spagnoli. Gonzalo scrisse un resoconto molto favorevole a Pedro de Alvarado. Il fratello di Pedro de Alvarado, Jorge, scrisse un altro rapporto al re di Spagna nel quale si spiegava la campagna del 1527–1529. Bernal Díaz del Castillo scrisse un lungo resoconto sulla conquista del Messico e delle regioni vicine, la Historia verdadera de la conquista de la Nueva España ("Vera storia della conquista della Nuova Spagna"); il suo racconto della conquista del Guatemala generalmente concorda con quello degli Alvarado. Il suo racconto venne terminato attorno al 1568, e cioè 40 anni dopo le campagne in esso descritte. Hernán Cortés descrisse la sua spedizione nell'Honduras nella sua quinta lettera delle sue Cartas de Relación, nelle quali scrisse dettagliatamente del suo attraversamento del dipartimento di Petén, nell'attuale Guatemala. Il frate domenicano Bartolomé de las Casas scrisse un resoconto molto critico della conquista spagnola delle Americhe col racconto dei numerosi incidenti in Guatemala. La sua Brevísima Relación de la Destrucción de las Indias ("Breve resoconto della distruzione delle Indie") venne pubblicato nella prima edizione nel 1552 a Siviglia.
Gli alleati tlaxcalani degli spagnoli che li accompagnarono nell'invasione del Guatemala scrissero dei loro resoconti della conquista; tra questi compare anche una lettera indirizzata al re di Spagna dove essi protestavano per il loro trattamento nella campagna. Altri resoconti erano posti in forma di questionario ai magistrati coloniali per chiedere debite ricompense. Due racconti pittorici in stile maya sono sopravvissuti sino a noi; questi sono il Lienzo de Quauhquechollan, dipinto probabilmente a Ciudad Vieja negli anni '30 del Cinquecento, e la Lienzo de Tlaxcala, dipinto a Tlaxcala.
I resoconti della conquista dal punto di vista dei maya sconfitti sono presenti in un gran numero di documenti indigeni, tra cui gli Annali dei Cakchiquels, che includono anche la cronaca Xajil della storia di Caqchikel dalla sua creazione mitica sino alla conquista spagnola e proseguendo poi sino all'anno 1619. Una lettera dallo sconfitto popolo dei maya Tz'utujil di Santiago Atitlán al re di Sagna scritta nel 1571 descrive nel dettaglio la forzatura di spostamento del popolo sconfitto.
Francisco Antonio de Fuentes y Guzmán fu uno storico coloniale guatemalteco di discendenza spagnola che scrisse La Recordación Florida, detta anche Historia de Guatemala (Storia del Guatemala). L'opera, scritta nel 1690, è ritenuta una delle opere più significative della storiografia del Guatemala ed è inoltre il primo libro scritto da un autore creolo.

## Antefatti

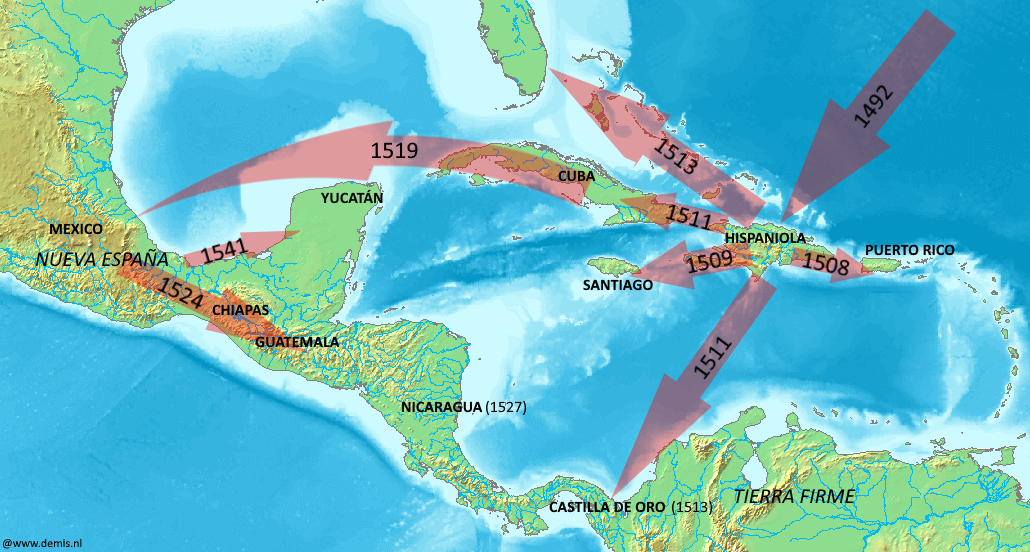
Rotte di espansione degli Spagnoli nei Caraibi nel corso del XVI secolo

La scoperta del Nuovo Mondo ad opera di Cristoforo Colombo nel 1492 aveva aperto nuovi orizzonti alla Spagna. Avventurieri e spedizioni organizzate iniziarono a conquistare le terre da poco scoperte per espandere il potere coloniale della Spagna e ricavare ulteriori tasse e beni. Nei primi decenni successivi alla scoperta di queste nuove terre, la Spagna colonizzò i Caraibi, con centro a Cuba. Da qui seppero la notizia dell'esistenza del ricco regno degli Aztechi nell'entroterra ad ovest e per questo, nel 1519, Hernán Cortés salpò con undici navi per l'esplorazione della costa messicana. Dall'agosto del 1521 la capitale azteca di Tenochtitlan era ormai caduta nelle mani degli spagnoli. Un soldato malato di vaiolo che giunse in Messico tra il 1520 e il 1530 diede inizio a devastanti epidemie che decimarono la popolazione locale. Dopo tre anni dalla caduta di Tenochtitlan gli spagnoli avevano conquistato gran parte del Messico, estendendosi più a sud verso l'istmo di Tehuantepec. I nuovi territorio conquistati divennero noti col nome di Nuova Spagna, per la quale venne nominato un viceré che doveva rispondere direttamente al re di Spagna attraverso il Consiglio delle Indie. Hernán Cortés ricevette ulteriori notizie secondo le quali vi erano ulteriori ricche terre e per questo inviò Pedro de Alvarado ad esplorare la regione.

### I preparativi
Dopo l'annuncio dell'invasione del Guatemala, 10 000 guerrieri nahua erano già stati radunati dall'imperatore azteco Cuauhtémoc per accompagnare la spedizione spagnola. Questi guerrieri erano stati tratti dai villaggi messicani e tlaxcalani. I nativi erano armati con armi proprie come spade, mazze e archi e frecce. L'esercito di Alvarado lasciò Tenochtitlan all'inizio della stagione secca, tra la metà di novembre ed il dicembre del 1523. Quando Alvarado lasciò la capitale azteca, guidò 400 spagnoli e circa 200 tra tlaxcalani e chlultechi oltre a 100 mexica. Quando l'esercito lasciò il bacino del Messico, coi rinforzi trovati lungo il percorso, l'armata giunse a comprendere in tutto 20 000 soldati anche se l'esatto numero è ancora oggi discusso. Quando attraversarono l'istmo di Tehuantepec, i nativi erano composti da 800 tlaxcalani, 400 indiani di Huejotzingo, 1 600 da Tepeaca e molti da altri territori aztechi. Altri guerrieri mesoamericani vennero reclutati dagli zapotechi e dai mixtechi, oltre a diversi Nahuas della guarnigione azteca di Soconusco.

## Il Guatemala prima della conquista

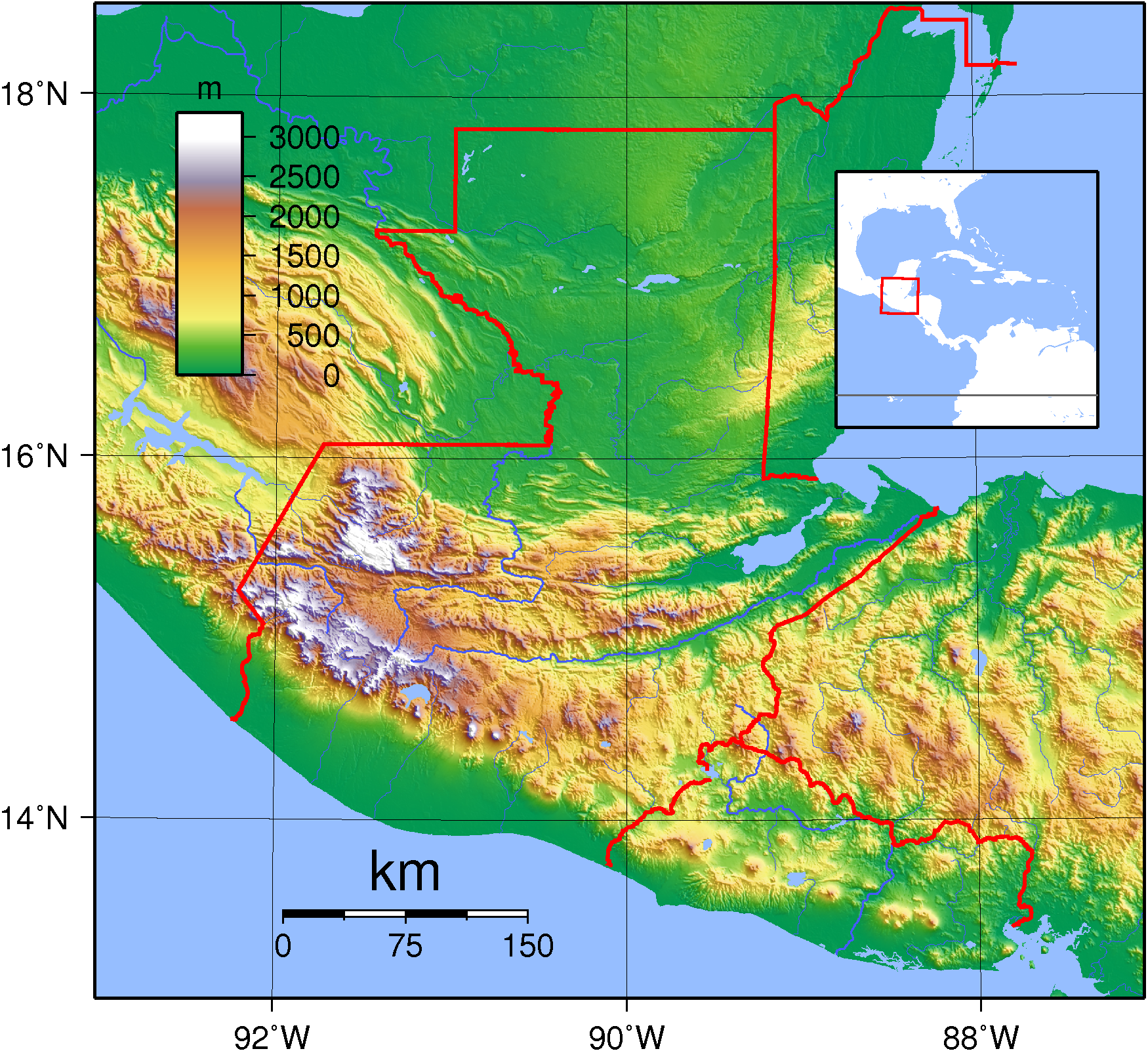
Mappa dei rilievi del Guatemala che mostra le due principali aree geografiche: le pianure del Pacifico meridionale, le alture a nord di Petén.

All'inizio del XV secolo il territorio attualmente parte del Guatemala era diviso in varie fazioni in lotta tra loro. Il popolo più importante era quello dei K'iche', seguito da quello dei Kaqchikel, dei Tz'utujil, dei Chajoma, dei Mam, dei Poqomam e dei Pipil. Erano tutti popoli maya ad eccezione del gruppo dei Pipil che erano Nahua legati agli aztechi; i Pipil avevano un gran numero di città-stato lungo la costa del Pacifico nel Guatemala meridionale ed a El Salvador. I Pipil del Guatemala avevano la loro capitale a Itzcuintepec. Gli Xinca erano un altro gruppo non-maya che occupava l'area della costa sudest del Pacifico. I maya non si erano mai uniti in un singolo impero, ma all'epoca dell'arrivo degli spagnoli, la civiltà maya era ormai millenaria ed aveva già passato il proprio periodo d'oro.
Alla vigilia della conquista, le alture del Guatemala erano dominate da molti e potenti stati maya. Nei secoli precedenti l'arrivo degli spagnoli, i K'iche' avevano ricavato un piccolo impero nella parte occidentale delle alture del Guatemalan e della costa settentrionale del Pacifico. Ad ogni modo, sul finire del XV secolo i Kaqchikel si erano ribellati ai loro ex alleati K'iche' ed avevano fondato un loro regno a sudest, con capitale a Iximche. Nei decenni precedenti l'invasione spagnola il regno Kaqchikel aveva iniziato ad erodere i possedimenti del regno dei K'iche'. Altri gruppi delle alture erano i Tz'utujil attorno al lago Atitlán, i Mam ad ovest ed i Poqomam ad est.
Il regno degli Itza era il più potente delle pianure di Petén, nel Guatemala settentrionale, con capitale a Nojpetén, su un'isola nel lago Petén Itzá. Ad essi erano vicini gli ostili Kowoj. I Kowoj erano posti ad est degli Itza, attorno ai laghi ad est: il lago Salpetén, il lago Macanché, il lago di Yaxhá ed il lago Sacnab. Altri gruppi meno noti hanno lasciato tracce più oscure della loro esistenza; tra questi vi erano i Chinamita, i Kejache, gli Icaiche, i Lakandon Ch'ol, i Mopan, i Manche Ch'ol e gli Yalain, I Kejache occupavano l'area a nord del lago sulla strada verso Campeche, mentre i Mopan ed i Chinamita erano a sudest. Il territorio dei Manche si trovava a sudovest di quello dei Mopan. Gli Yalain avevano i loro territori immediatamente ad est del lago Petén Itzá.

### Armi e tattiche dei nativi
Le tattiche di guerra dei Maya non erano mirate alla distruzione del nemico, ma piuttosto alla cattura di ostaggi ed al saccheggio. Gli spagnoli descrissero le armi dei maya come archi, frecce, pali fiammeggianti, lance con punte di pietra e spadoni a due mani ricavati da legni duri e con inserti in ossidiana, simili al macuahuitl azteco. Pedro de Alvarado descrisse come gli Xinca della costa del Pacifico attaccarono gli spagnoli con lance, pali e frecce avvelenate. I guerrieri maya indossavano un'armatura di cotone che veniva lasciata a macerare in acqua salata prima di essere indossata; il risultato era comparabile a quello delle armature di ferro indossate dagli spagnoli. I maya erano noti per le loro imboscate e queste ebbero un ruolo importante nella lotta agli invasori europei. In risposta all'uso della cavalleria, i maya spesso scavavano delle buche lungo la strada con dei pali acuminati, ricoprendoli poi di foglie, erba e terra, uccidendo così molti spagnoli e privandoli dei preziosi cavalli.

## Iconquistadores
(Bernal Díaz del Castillo)

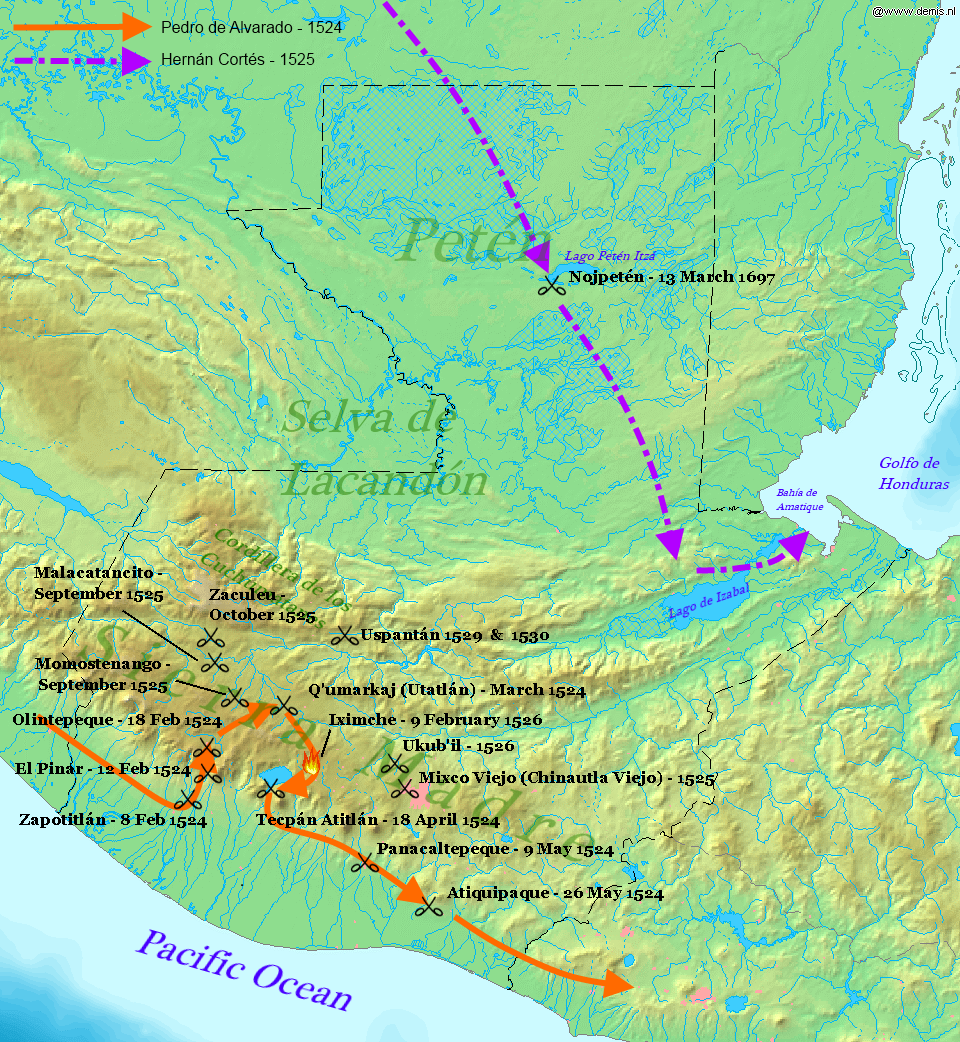
Mappa delle principali rotte e battaglie della conquista del Guatemala.

I conquistadores erano tutti volontari e la maggioranza di loro non riceveva un salario fisso, bensì dei bottini di guerra in forma di metalli preziosi, concessioni terrieri e schiavi. Molti di questi erano soldati spagnoli d'esperienza che già avevano combattuto in Europa. L'incursione iniziale in Guatemala venne guidata da Pedro de Alvarado, che ottenne il titolo militare di Adelantado nel 1527; egli rispondeva direttamente alla Corona spagnola attraverso Hernán Cortés in Messico. Tra gli altri primi conquistadores vi erano i fratelli di Pedro de Alvarado, Gómez de Alvarado, Jorge de Alvarado e Gonzalo de Alvarado, oltre ai cugini Gonzalo de Alvarado y Chávez, Hernando de Alvarado e Diego de Alvarado. Pedro de Portocarrero era un nobile che aderì all'invasione iniziale. Bernal Díaz del Castillo era un aristocratico minore che accompagnò Hernán Cortés quando attraversò le pianure del nord e Pedro de Alvarado e durante la sua invasione delle alture. Oltre a spagnoli, le forze d'invasione includevano anche schiavi africani al seguito.

### Armi e tattiche spagnole
Le armi e le tattiche degli spagnoli differivano notevolmente da quelle dei popoli indigeni del Guatemala. Gli spagnoli utilizzavano archi, armi da fuoco (tra cui moschetti e cannoni), cani da guerra e cavalli. Se tra i popoli mesoamericani la cattura dei prigionieri era la priorità in guerra, gli spagnoli la consideravano superflua. Gli abitanti del Guatemala, mancavano effettivamente degli elementi chiave delle tecnologie del Vecchio Mondo come l'uso del ferro o dell'acciaio e persino della ruota. L'arma maggiore fu ad ogni modo, per gli spagnoli, l'uso della cavalleria che spiazzò letteralmente gli indigeni; essi non solo non avevano mai visto dei cavalli, ma non sapevano neanche come combatterli. Gli spagnoli rimasero invece stupiti dalle armature di cotone dei loro nemici maya, più leggere delle loro ma altrettanto resistenti.
In Guatemala gli spagnoli si servirono largamente anche dei loro alleati sul posto; oltre ai Nahua provenienti dal Messico da poco conquistato, gli spagnoli finirono per includere anche i maya nelle loro file. Si stima che per ogni spagnolo sul campo di battaglia, vi fossero almeno dieci ausiliari nativi. In alcuni scontri il rapporto era anche di 30 indigeni per ogni soldato spagnolo e per questo le alleanze coi mesoamericani risultarono decisive nelle opere di conquista. In almeno un caso, l'encomienda venne concessa a uno dei capi tlaxcalani alleati agli spagnoli per la loro partecipazione alla conquista, pur comunque limitando fortemente tali concessioni di privilegi per non far acquisire eccessivo potere ai locali.
Gli spagnoli ridussero i popoli conquistati con la forza a vivere nelle reducciones, mentre chi riusciva a sfuggire spesso trovava salvezza sulle alture o nelle foreste più fitte della giungla.

## L'impatto con le malattie del Vecchio Mondo
Gli spagnoli portarono con loro anche molte malattie tra cui il vaiolo, il morbillo e l'influenza. Questi problemi, assieme al tifo e alla febbre gialla, ebbero un impatto notevolissimo sui popoli maya. La scarsità di anticorpi presenti nei popoli mesoamericani in grado di opporsi alle malattie importate dagli spagnoli fu uno dei fattori che influenzarono la conquista da parte degli europei; le malattie decimavano la popolazione e gli eserciti prima ancora che gli scontri sul campo. Si stima che il 90% degli indios sia stata decimata proprio da queste malattie già nel primo secolo di contatto con gli europei.
Nel 1519 e nel 1520, prima dell'arrivo degli spagnoli nella regione, il sud del Guatemala venne colpito da delle epidemie. Mentre gli spagnoli erano impegnati a detronizzare l'impero azteco più a nord, una devastante epidemia di peste colpì la capitale dei Kaqchikel, Iximche, e la città di Q'umarkaj, capitale dei K'iche'. Nelle alture del Guatemala si sviluppò una pericolosa combinazione di vaiolo e peste polmonare. Secondo i dati raccolti dagli storici, il 33–50% della popolazione locale morì a causa di queste malattie. I livelli della popolazione sulle alture del Guatemala non tornarono più le stesse del periodo precedente alla colonizzazione sino alla metà del XX secolo. Nel 1666 scoppiò un'epidemia di tifo esantematico nel dipartimento di Huehuetenango. Il vaiolo venne riportato a San Pedro Saloma ancora nel 1795. All'epoca della caduta di Nojpetén nel 1697, si stima che circa 60 000 fossero i Maya a vivere attorno al lago Petén Itzá, incluso un gran numero di rifugiati provenienti da altre aree. Si pensa che l'88% di loro morì durante i primi 10 anni di colonialismo a causa delle malattie e della guerra.

## Linea del tempo della conquista
| Data                  | Evento | Dipartimento attuale (o stato Messicano)                           |
| --------------------- | --- | ------------------------------------------------------------------ |
| 1521                  | Conquista di Tenochtitlan                                                                                  | Messico                                                            |
| 1522                  | Gli Spagnoli ed i loro alleati giungono a Soconusco e ricevono le delegazioni dei K'iche' e dei Kaqchikel  | Chiapas, Messico                                                   |
| 1523                  | Pedro de Alvarado arriva a Soconusco                                                                       | Chiapas, Messico                                                   |
| febbraio - marzo 1524 | Gli Spagnoli sconfiggono i K'iche'                                                                         | Retalhuleu, Suchitepéquez, Quetzaltenango, Totonicapán e El Quiché |
| 8 febbraio 1524       | Battaglia di Zapotitlán, vittoria spagnola sui K'iche'                                                     | Suchitepéquez                                                      |
| 12 febbraio 1524      | Prima battaglia di Quetzaltenango con la morte del capo dei K'iche', Tecun Uman                            | Quetzaltenango                                                     |
| 18 febbraio 1524      | Seconda battaglia di Quetzaltenango                                                                        | Quetzaltenango                                                     |
| marzo 1524            | Gli Spagnoli al comando di Pedro de Alvarado razziano Q'umarkaj, capitale dei K'iche'                      | El Quiché                                                          |
| 14 aprile 1524        | Gli Spagnoli entrano a Iximche e si alleano coi Kaqchikel                                                  | Chimaltenango                                                      |
| 18 aprile 1524        | Gli Spagnoli sconfiggono i Tz'utujil nella battaglia sulle sponde del lago Atitlán                         | Sololá                                                             |
| 9 maggio 1524         | Pedro de Alvarado sconfigge Pipil di Panacal o Panacaltepeque presso Izcuintepeque                         | Escuintla                                                          |
| 26 maggio 1524        | Pedro de Alvarado sconfigge gli Xinca di Atiquipaque                                                       | Santa Rosa                                                         |
| 17 luglio 1524        | Iximche viene dichiarata prima capitale coloniale del Guatemala                                            | Chimaltenango                                                      |
| 28 agosto 1524        | I Kaqchikel abbandonano Iximche e rompono l'alleanza                                                       | Chimaltenango                                                      |
| 7 settembre 1524      | Gli Spagnoli dichiarano guerra ai Kaqchikel                                                                | Chimaltenango                                                      |
| 1525                  | La capitale dei Poqomam cade nelle mani di Pedro de Alvarado                                               | Guatemala                                                          |
| 13 marzo 1525         | Hernán Cortés giunge al lago Petén Itzá                                                                    | Petén                                                              |
| ottobre 1525          | Zaculeu, capitale dei Mam, si arrende a Gonzalo de Alvarado y Contreras dopo un lungo assedio              | Huehuetenango                                                      |
| 1526                  | Chajoma si ribella agli Spagnoli                                                                           | Guatemala                                                          |
| 1526                  | Acasaguastlán viene data in encomienda a Diego Salvatierra                                                 | El Progreso                                                        |
| 1526                  | I capitani spagnoli inviati da Alvarado conquistano Chiquimula                                             | Chiquimula                                                         |
| 9 febbraio 1526       | Disertori spagnoli incendiano Iximche                                                                      | Chimaltenango                                                      |
| 1527                  | Gli Spagnoli abbandonano la loro capitale a Tecpán Guatemala                                               | Chimaltenango                                                      |
| 1529                  | San Mateo Ixtatán viene data in encomienda a Gonzalo de Ovalle                                             | Huehuetenango                                                      |
| settembre 1529        | Gli spagnoli giungono a Uspantán                                                                           | El Quiché                                                          |
| aprile 1530           | La ribellione di Chiquimula viene repressa                                                                 | Chiquimula                                                         |
| 9 maggio 1530         | Kaqchikel si arrende agli Spagnoli                                                                         | Sacatepéquez                                                       |
| dicembre 1530         | Ixil e Uspantek si arrendono agli Spagnoli                                                                 | El Quiché                                                          |
| aprile 1533           | Juan de León y Cardona fonda San Marcos e San Pedro Sacatepéquez                                           | San Marcos                                                         |
| 1543                  | Fondazione di Cobán                                                                                        | Alta Verapaz                                                       |
| 1549                  | Prime reduciones di Chuj e dei Q'anjob'al                                                                  | Huehuetenango                                                      |
| 1551                  | Fondazione del corregimiento di San Cristóbal Acasaguastlán                                                | El Progreso, Zacapa e Baja Verapaz                                 |
| 1555                  | I Maya uccidono Domingo de Vico                                                                            | Alta Verapaz                                                       |
| 1560                  | Reducion dei Topiltepeque e dei Lakandon Ch'ol                                                             | Alta Verapaz                                                       |
| 1618                  | I missionari francescani giungono a Nojpetén, capitale degli Itzá                                          | Petén                                                              |
| 1619                  | Altri missionari giungono a Nojpetén                                                                       | Petén                                                              |
| 1684                  | Fondazione delle reduciones di San Mateo Ixtatán e Santa Eulalia                                           | Huehuetenango                                                      |
| 29 gennaio 1686       | Melchor Rodríguez Mazariegos lascia Huehuetenango, guidando la spedizione contro i Lacandón                | Huehuetenango                                                      |
| 1695                  | Il francescano fra Andrés de Avendaño tenta di convertire gli Itzá                                         | Petén                                                              |
| 28 febbraio 1695      | Spedizioni spagnole lasciano simultaneamente Cobán, San Mateo Ixtatán e Ocosingo dirette contro i Lacandón | Alta Verapaz, Huehuetenango e Chiapas                              |
| 1696                  | Andrés de Avendaño è costretto a lasciare Nojpetén                                                         | Petén                                                              |
| 13 marzo 1697         | Nojpetén cade nelle mani degli Spagnoli dopo una difficile battaglia                                       | Petén                                                              |

## La conquista delle alture

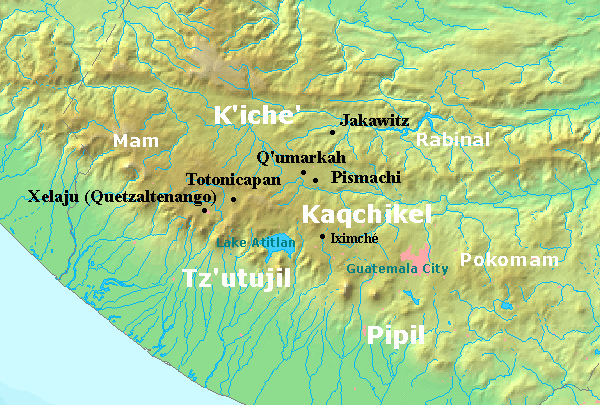
Mappa delle alture del Guatemala alla vigilia della conquista spagnola.

La conquista delle alture fu difficoltosa in particolare per i molti stati indipendenti nella regione, anziché un solo nemico da sconfiggere come nel caso del Messico centrale. Dopo che la capitale azteca di Tenochtitlan cadde nelle mani degli spagnoli nel 1521, i maya Kaqchikel di Iximche inviarono degli ambasciatori a Hernán Cortés per dichiarare la loro alleanza ai nuovi padroni del Messico, i maya K'iche' di Q'umarkaj inviarono probabilmente pure una delegazione. Nel 1522 Cortés inviò i propri alleati messicani nella regione di Soconusco nel Chiapas, dove incontrarono la delegazione di Iximche e quella di Q'umarkaj presso Tuxpán; i più potenti regni maya della regione giurarono fedeltà al re di Spagna. Ma gli alleati di Cortés a Soconusco lo informarono ben presto che i K'iche' ed i Kaqchikel stavano invece tramando contro gli spagnoli nella regione. Cortés decise di inviare Pedro de Alvarado con 180 cavalieri, 300 fanti, arcieri, moschettieri e 4 cannoni oltre a molte munizioni e polvere da sparo assieme a centinaia di guerrieri alleati messicani provenienti da Tlaxcala, Cholula e altre città del Messico centrale; giunsero a Soconusco nel 1523. Pedro de Alvarado divenne tristemente famoso per il massacro dei nobili aztechi a Tenochtitlan e, secondo la testimonianza di Bartolomé de las Casas, commise ulteriori efferatezze nella conquista degli altri regni maya nel Guatemala. Alcuni rimasero fedeli agli spagnoli anche dopo essere stati sottomessi con la forza, come i Tz'utujil ed i K'iche' di Quetzaltenango, provvedendo guerrieri per proseguire nella conquista. Altri gruppi invece si ribellarono.

### Soggiogamento dei K'iche'
(Pedro de Alvarado descrive la battaglia di Quetzaltenango nella sua terza lettera a Hernán Cortés)
Pedro de Alvarado e il suo esercito avanzarono verso la costa del Pacifico senza incontrare opposizione sino a quando raggiunsero il fiume Samalá ad ovest del Guatemala. Questa regione era parte del regno K'iche', e l'esercito dei K'iche' tentò di impedire agli spagnoli di attraversare il corso d'acqua. Una volta guadato il fiume, i conquistadores si portarono verso gli insediamenti locali terrorizzando i K'iche'. L'8 febbraio 1524, l'esercito di Alvarado combatté una battaglia a Xetulul, chiamata Zapotitlán dai suoi alleati messicani (attuale San Francisco Zapotitlán). Pur avendo subito numerose perdite ad opera dei temibili arceri K'iche', gli spagnoli ed i loro alleati riuscirono ad avere la meglio colpendo i villaggi ed il mercato locale.
Alvarado si rivolse quindi alla parte superiore del corso del fiume verso i monti della Sierra Madre, nel cuore della terra dei K'iche', attraversando il passo verso la valle di Quetzaltenango. Il 12 febbraio 1524 gli alleati messicani di Alvarado caddero in un'imboscata al passo da parte dei guerrieri K'iche' ma una carica della cavalleria spagnola riuscì a scacciare i K'iche', terrorizzati. L'esercito si diresse quindi verso la città di Xelaju (attuale Quetzaltenango) solo per trovarla deserta. Secondo la leggenda popolare il principe K'iche', Tecún Umán, morì nell'ultima battaglia presso Olintepeque, anche se i resoconti spagnoli sono chiari sul fatto che egli morì con altri dopo i primi scontri a Quetzaltenango. La morte di Tecun Uman si dice abbia avuto luogo durante la battaglia di El Pinar, Pedro de Alvarado, nella sua terza lettera a Hernán Cortés, descrive la morte di uno dei quattro signori dei Q'umarkaj presso Quetzaltenango. La lettera è datata 11 aprile 1524 e venne scritta da Q'umarkaj. Quasi una settimana dopo, il 18 febbraio 1524, un esercito dei K'iche' si confrontò con gli spagnoli presso la valle di Quetzaltenango e venne sconfitto; molti nobili K'iche' morirono nello scontro. Il numero dei K'iche' fu tale che Olintepeque prese il nome di Xequiquel, che significa "bagnata di sangue". All'inizio del XVII secolo, il nipote del re K'iche' informò l'alcalde mayor (il più alto ufficiale coloniale dell'epoca) che l'esercito dei K'iche' stava marciando fuori da Q'umarkaj con 30 000 uomini pronti alla guerra, dato ritenuto possibile anche dagli studiosi moderni. Questa battaglia esaurì le forze militari dei K'iche' al punto che questi furono costretti a chiedere la pace e ad offrire tributi agli spagnoli, invitando Pedro de Alvarado nella loro capitale Q'umarkaj. Alvarado era molto sospettoso verso le intenzioni dei K'iche' ma accettò l'offerta e marciò verso Q'umarkaj col suo esercito.
Il giorno dopo la battaglia di Olintepeque, l'esercito spagnolo era giunto a Tzakahá, che si sottomise pacificamente. Qui i cappellani spagnoli Juan Godinez e Juan Díaz celebrarono una messa sotto un tetto di foglie; il sito venne poi scelto per l'erezione della prima chiesa cattolica del Guatemala, che venne dedicata alla Concepción La Conquistadora. Tzakahá venne rinominata San Luis Salcajá. La prima messa di Pasqua celebrata nel Guatemala si tenne nella nuova chiesa ed i principali nobili nativi vennero battezzati in quell'occasione.

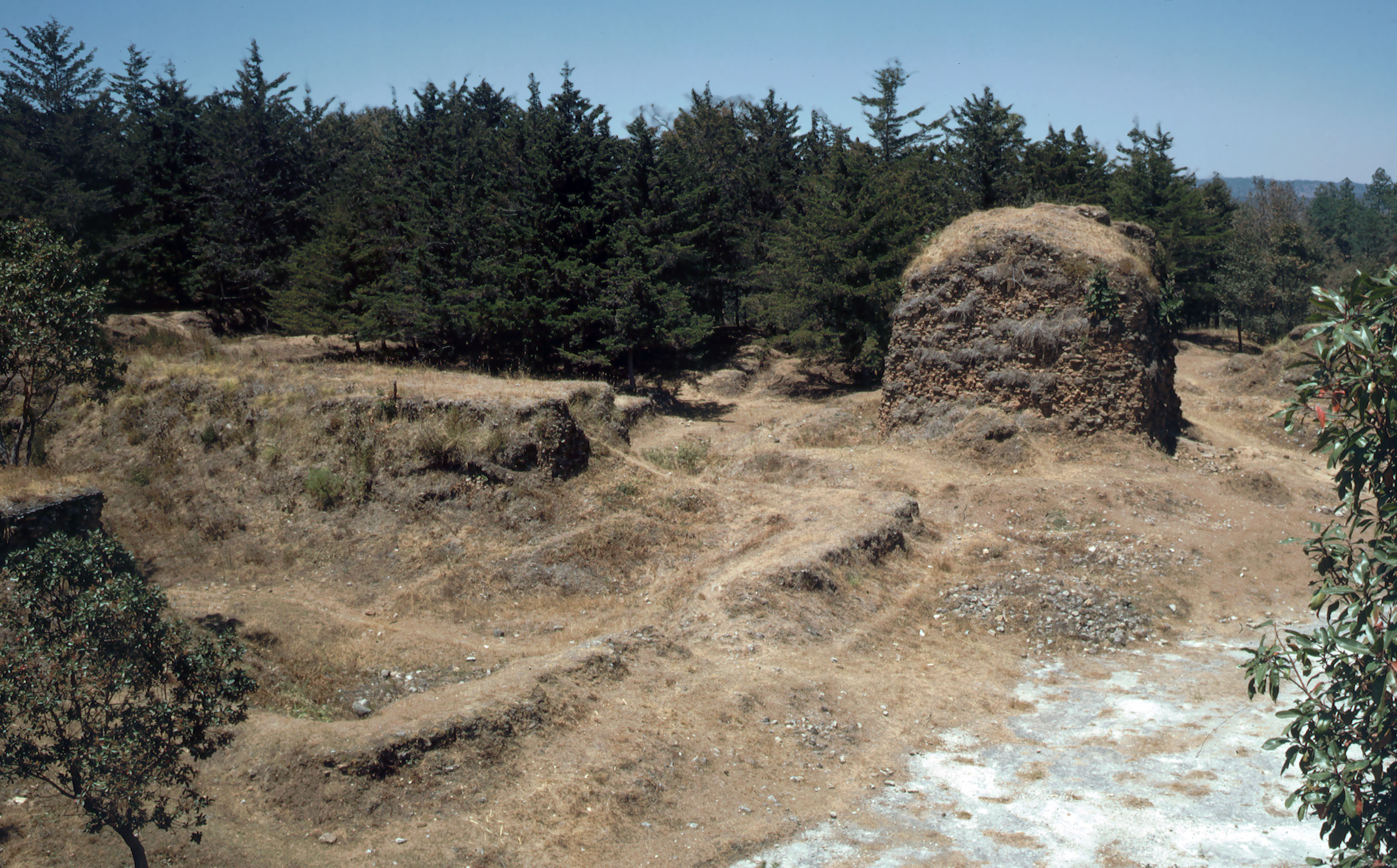
Q'umarkaj fu la capitale del regno K'iche' sino a quando non venne bruciata dagli invasori spagnoli.

Nel marzo del 1524 Pedro de Alvarado entrò a Q'umarkaj su invito dei restanti signori dei K'iche' dopo la loro catastrofica sconfitta, temendo di entrare comunque in una trappola. Alvarado si accampò nella piana al di fuori della città anziché risiedervi all'interno. Egli infatti era terrorizzato dal fatto che, in caso di attacco, i suoi cavalieri non avrebbero potuto muoversi agevolmente nelle strette vie di Q'umarkaj, invitando le autorità più alte a fargli visita presso il suo accampamento. Non appena questi giunsero a destinazione, Alvarado li fece catturare come prigionieri. I guerrieri K'iche', non vedendo ritornare i loro signori, attaccarono gli spagnoli e tentarono di uccidere alcuni di essi. Fu a questo punto che Alvarado diede l'ordine di bruciare vivi i due prigionieri e poi di bruciare l'intera città. Dopo la distruzione di Q'umarkaj e l'esecuzione dei suoi capi, Pedro de Alvarado inviò dei messaggi a Iximche, capitale dei Kaqchikel, proponendo un'alleanza contro l'ultima resistenza dei K'iche'. Alvarado scrisse di aver ricevuto 4000 guerrieri ad assisterlo, sebbene i Kaqchikel ne registrarono 400.

### San Marcos: provincia di Tecusitlán e Lacandón
Con la capitolazione del regno dei K'iche', vari popoli non-K'iche' che però si trovavano sotto l'oppressione del dominio dei K'iche' si sottomisero liberamente agli Spagnoli. Tra questi vi erano i Mam nell'area del moderno dipartimento di San Marcos. Quetzaltenango e San Marcos vennero poste sotto il comando di Juan de León y Cardona, che iniziò a deportare gli indigeni locali e la fondazione di nuove città spagnole. I villaggi di San Marcos e San Pedro Sacatepéquez vennero fondati poco dopo la conquista del Guatemala occidentale. Nel 1533 Pedro de Alvarado ordinò a León y Cardona di esplorare e conquistare l'area attorno ai vulcani di Tacaná, Tajumulco, Lacandón e San Antonio; in epoca coloniale quest'area era definita come "provincia di Tecusitlán e Lacandón". De León marciò verso la città maya denominata Quezalli dai suoi alleati Nahuatl con una forza di appena cinquanta soldati spagnoli; i suoi alleati messicani riferirono inoltre che la città era chiamata anche Sacatepequez. De León rinominò la città San Pedro Sacatepéquez in onore del frate che seguiva il gruppo, Pedro de Angulo. Gli spagnoli fondarono un villaggio anche nei pressi di Candacuchex nell'aprile di quello stesso anno, chiamandolo San Marcos.

### L'alleanza coi Kaqchikel
Il 14 aprile 1524, poco dopo la sconfitta dei K'iche', gli spagnoli vennero invitati a Iximche e vennero bene accolti dai signori Belehe Qat e Cahi Imox. I re Kaqchikel fornirono soldati ai conquistadores contro la resistenza rimanente dei K'iche' e li aiutarono a sconfiggere il vicino regno dei Tz'utuhil. Gli spagnoli rimasero a Iximche solo per breve tempo per poi proseguire alla volta di Atitlán, Escuintla e Cuscatlán. Gli spagnoli tornarono alla capitale dei Kaqchikel il 23 luglio 1524 ed il 27 luglio (1 Q'at nel calendario Kaqchikel) Pedro de Alvarado dichiarò Iximche quale nuova capitale del Guatemala, rinominandola Santiago de los Caballeros de Guatemala ("San Giacomo dei cavalieri del Guatemala"). Iximche venne chiamata più in breve Guatemala dagli spagnoli, dal nome che i Nahuatl davano al luogo, Quauhtemallan, che significa "terra ricoperta da foreste". La capitale finì per dare il nome, per estensione, anche all'intero capitanato generale e quindi per riflesso anche allo stato moderno. Quando Pedro de Alvarado spostò il suo esercito a Iximche, lasciò lo sconfitto regno dei K'iche' sotto il comando di Juan de León y Cardona. Anche se de León y Cardona ottenne il comando della parte occidentale della nuova colonia, continuò a giocare un ruolo attivo nella conquista, incluso l'ultimo assalto alla capitale Poqomam.

### La conquista dei Tz'utujil

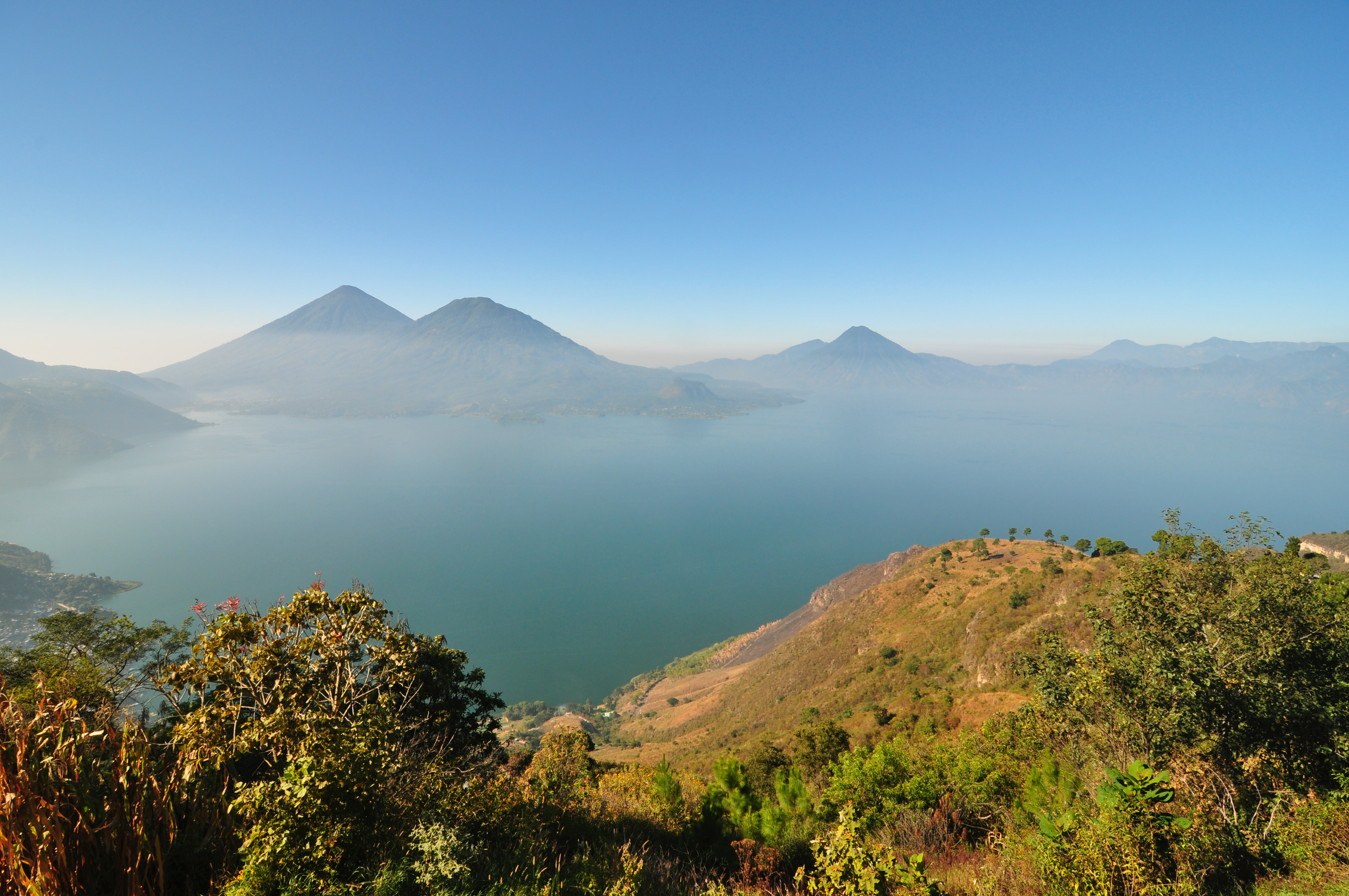
Il regno degli Tz'utujil aveva la sua capitale sulle rive del lago Atitlán.

I Kaqchikel si allearono con gli spagnoli per sconfiggere i loro nemici, gli Tz'utujil, la cui capitale era posta a Tecpan Atitlan. Pedro de Alvarado inviò due messaggeri Kaqchikel a Tecpan Atitlan su richiesta dei signori Kaqchikel lords, ma entrambi vennero uccisi degli Tz'utujil. Quando la notizia dell'uccisione dei messaggeri giunse agli spagnoli presso Iximche, i conquistadores marciarono contro gli Tz'utujil assieme ai loro alleati Kaqchikel. Pedro de Alvarado lasciò Iximche dopo appena cinque giorni dal suo arrivo, con 60 cavalieri, 150 fanti e un numero imprecisato di guerrieri Kaqchikel. Gli spagnoli ed i loro alleati giunsero lungo le sponde del lago dopo un giorno di dura marcia, senza incontrare opposizione. Notando la mancanza di resistenza, Alvarado cavalcò alla testa di 30 cavalieri attorno alle sponde del lago. Proprio davanti ad un'isola gli spagnoli incontrarono dei guerrieri Tz'utujil che si posero davanti a loro ma che vennero ben presto messi in fuga ed inseguiti sino ad uno stretto passo. Il passo era ad ogni modo troppo stretto per passarci coi cavalli e pertanto i conquistadores vennero costretti a smontare da cavallo. Il resto dell'esercito di Alvarado si unì quindi al gruppo e riuscì a conquistare l'intera isola. Gli Tz'utujil sopravvissuti cercarono la salvezza nuotando nel lago sino a raggiungere un'altra isola vicina. Gli spagnoli non poterono inseguire oltre i nemici perché le 300 canoe promesse dai Kaqchikels non erano ancora giunte a destinazione. La battaglia ebbe luogo il 18 aprile.
Il giorno seguente gli spagnoli entrarono a Tecpan Atitlan ma la trovarono deserta. Pedro de Alvarado si accampò al centro della città ed inviò degli scout a trovare i nemici. Il gruppo riuscì a catturare alcuni abitanti della città dicendo loro di inviare il messaggio ai signori Tz'utujil, ordinando loro di sottomettersi al re di Spagna. I capi Tz'utujil risposero arrendendosi a Pedro de Alvarado e giurando fedeltà alla Spagna e fu a quel momento che lo stesso Alvarado considerò conquistata la regione e tornò a Iximche. Tre giorni dopo Pedro de Alvarado tornò a Iximche, ed i signori degli Tz'utujil giunsero sul posto per far giuramento ed offrire un tributo ai conquistadores. Poco tempo dopo altri signori locali delle pianure verso il Pacifico giurarono fedeltà alla Spagna, anche se Alvarado non li definisce per nome nella sua lettera.

### La rivolta Kaqchikel
Pedro de Alvarado rapidamente iniziò a chiedere oro in tributo ai Kaqchikel, iniziando a compromettere l'amicizia tra i due popoli. Egli chiese di consegnare 1 000 foglie d'oro, ciascuna del valore di 15 pesos (in questo caso si intende un valore di peso di circa 130 grammi d'oro).
Un sacerdote Kaqchikel predisse che gli dèi dei Kaqchikel avrebbero distrutto gli spagnoli, il che portò gli abitanti Kaqchikel del luogo ad abbandonare la loro città in preda al panico ed a rifugiarsi nelle vicine foreste e colline il 28 agosto (il 7 Ahmak secondo il calendario Kaqchikel). Dieci giorni dopo gli spagnoli dichiararono guerra ai Kaqchikel. Due anni dopo, il 9 febbraio 1526, un gruppo di sedici disertori spagnoli bruciarono il luogo di Ahpo Xahil, saccheggiandone i templi e rapendo i sacerdoti locali, atto di cui i Kaqchikel incolparono Pedro de Alvarado. indica sessanta disertori. Il conquistador Bernal Díaz del Castillo riportò di essere tornato nel 1526 a Iximche e di aver trascorso la notte nella "vecchia città di Guatemala" assieme a Luis Marín e ad altri membri della spedizione di Hernan Cortes in Honduras. Egli disse che le case nella città erano ancora in eccellenti condizioni.
(Annali dei Kaqchikels)
Gli spagnoli fondarono la vicina città di Tecpán Guatemala; Tecpán era la parola Nahuatl per "luogo", e quindi il nome era traducibile con "luogo tra gli alberi". Gli spagnoli abbandonarono Tecpán nel 1527 per i continui attacchi dei Kaqchikel, e si spostarono verso la valle dell'Almolonga ad est, rifondando la loro capitale sul sito dell'attuale San Miguel Escobar, presso Antigua Guatemala. Gli alleati Nahua e Oaxaca si insediarono in quella che oggi è Ciudad Vieja, che essi chiamarono Almolonga (da non confondere con Almolonga presso Quetzaltenango); Gli zapotechi e i mixtechi si insediarono a San Gaspar Vivar, a circa 2 km a nordest di Almolonga, città fondata nel 1530.
I Kaqchikel si mantennero in opposizione agli spagnoli per molti anni, ma il 9 maggio 1530, esausti della guerra e di fronte al numero consistente di morti tra i loro migliori guerrieri, i due re delle più importanti tribù locali decisero di uscire allo scoperto. Il giorno dopo vennero seguiti da altri aristocratici e da persone comuni; si arresero quindi agli spagnoli presso Ciudad Vieja. Gli abitanti di Iximche si dispersero; alcuni vennero portati forzatamente a Tecpán, mentre altri a Sololá e altri ancora presso il lago Atitlán.

### L'assedio di Zaculeu

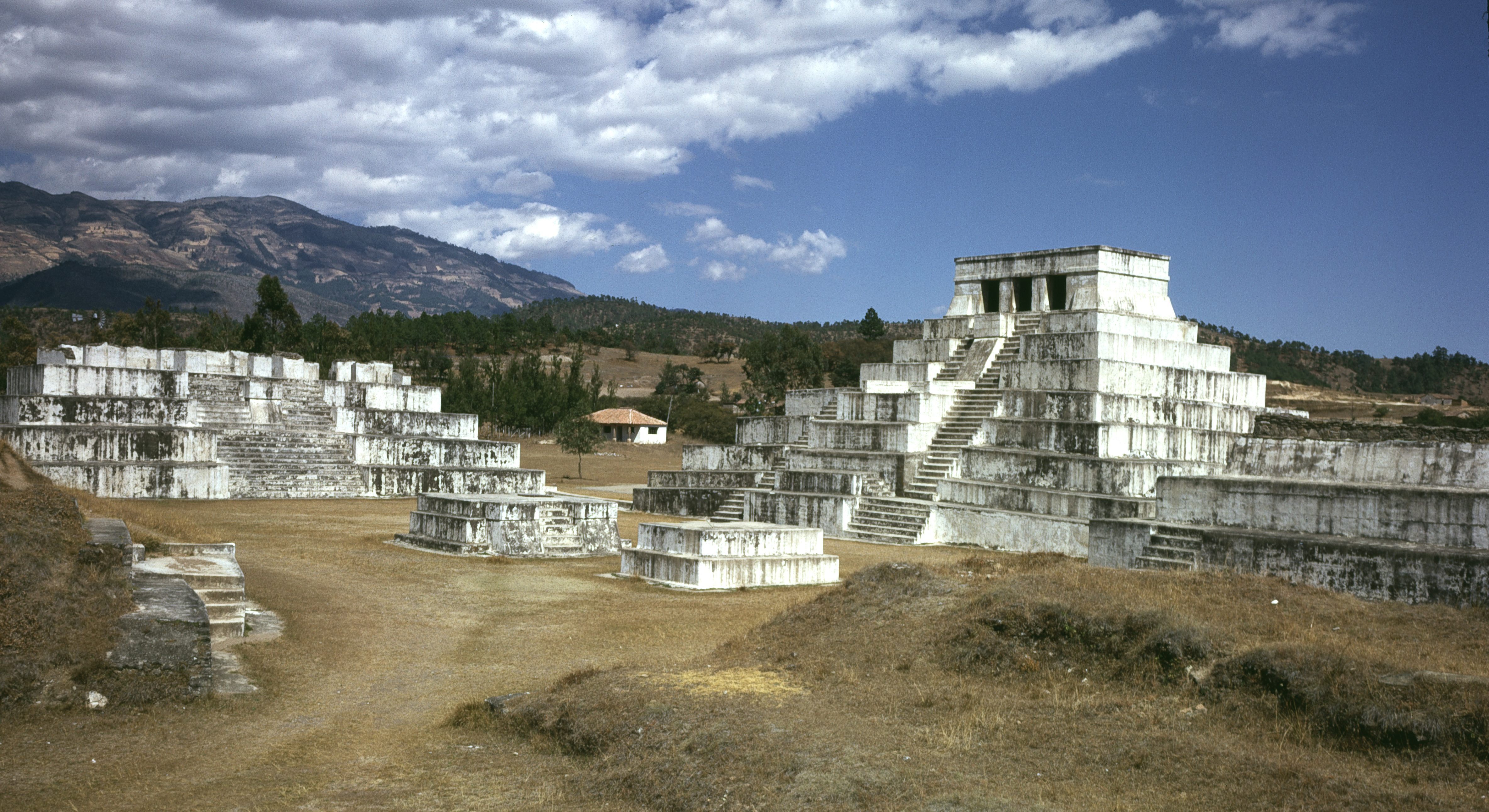
Zaculeu cadde nelle mani di Gonzalo de Alvarado y Contreras dopo un assedio di diversi mesi.

Per quanto esistesse ancora una certa ostilità tra i Mam ed i K'iche' di Q'umarkaj dopo la rivolta dei Kaqchikel prima del dominio spagnolo, quando i conquistadores giunsero vi fu un cambiamento del panorama politico. Pedro de Alvarado descrisse come il re dei Mam, Kayb'il B'alam, venne ricevuto con grandi onori a Q'umarkaj mentre egli stesso si trovava in città.
Al tempo della conquista spagnola, la popolazione dei Mam si trovava presso Xinabahul (detta anche Chinabjul), attuale città di Huehuetenango, ma le fortificazioni di Zaculeu erano regolarmente utilizzate da essi come rifugio. Questo avamposto venne attaccato da Gonzalo de Alvarado y Contreras, fratello del conquistador Pedro de Alvarado, nel 1525, con 40 cavalieri e 80 fanti, e più di 2 000 tra messicani e K'iche'. Gonzalo de Alvarado lasciò l'accampamento spagnolo presso Tecpán Guatemala nel luglio del 1525 e marciò verso il villaggio di Totonicapán, che utilizzò come base rifornimenti. Da Totonicapán la spedizione fece rotta a nord verso Momostenango, anche se venne ritardata da pesanti piogge. Momostenango cadde ben presto nelle mani degli spagnoli dopo appena quattro ore di battaglia. Il giorno dopo Gonzalo de Alvarado marciò su Huehuetenango e si confrontò con l'esercito dei Mam, composto da 5 000 guerrieri della vicina Malacatán (moderna Malacatancito). L'esercito dei Mam avanzò in formazione da battaglia, venendo colpito però dapprima dalla cavalleria e poi dalla fanteria. Gonzalo de Alvarado uccise personalmente il capo dei Mam, Canil Acab, con la sua lancia, ed a quel momento i Mam si trovarono disorientati, dandosi alla fuga. Alvarado entrò a Malacatán senza opposizioni e la trovò occupata solo da vecchi e da malati. Giunsero dei messaggeri dal nemico che proponevano la loro resa incondizionata che venne accettata da Alvarado. L'esercito spagnolo restò in loco per alcuni giorni e poi continuò verso Huehuetenango per trovarla anch'essa deserta. Kayb'il B'alam aveva saputo della notizia dell'avanzata degli spagnoli ed aveva preferito ritirarsi presso la fortezza di Zaculeu. Alvarado inviò un messaggio a Zaculeu proponendo i termini per una resa pacifica del re dei Mam, il quale ad ogni modo decise di non rispondere.
Zaculeu era difesa da Kayb'il B'alam a capo di più di 6 000 guerrieri provenienti da Huehuetenango, Zaculeu, Cuilco e Ixtahuacán. La fortezza era circondata su tre lati da profonde gravine ed era difesa da un formidabile sistema di muri e fossati. Gonzalo de Alvarado, pur essendo superato in numero dal nemico di due a uno, decise di lanciare l'assalto all'entrata nord, la più debole. I guerrieri Mam inizialmente riuscirono a tenere la posizione ma caddero poco dopo sotto gli attacchi della cavalleria. Le difese dei Mam vennero rinforzate dall'arrivo di altri 2 000 guerrieri, ma anche questi non furono in grado di respingere gli spagnoli. Kayb'il B'alam, notando che era impossibile una vittoria in campo aperto, diede l'ordine di ritirare i suoi uomini entro le mura della fortezza. Alvarado si dedicò dunque all'assedio della fortezza. Alvarado decise di lasciare Antonio de Salazar a gestire l'assedio e marciò a nord per evitare che un altro esercito Mam potesse unirsi nella difesa a quanti erano già nella fortezza. L'esercito Mam era disorganizzato e si dimostrava vulnerabile alle ripetute cariche di cavalleria spagnole. L'esercito aggiuntivo venne annientato, permettendo così ad Alvarado di tornare a prestare aiuto per l'assedio. Dopo diversi mesi i Mam erano ormai alla fame. Kayb'il B'alam alla fine decise di consegnare la città agli spagnoli a metà ottobre del 1525. Quando gli spagnoli entrarono in città trovarono 1 800 indiani morti ed i sopravvissuti che si davano ad atti di cannibalismo coi corpi dei defunti. Dopo la caduta di Zaculeu, una guarnigione spagnola venne posta a Huehuetenango al comando di Gonzalo de Solís; Gonzalo de Alvarado tornò a Tecpán Guatemala per fare rapporto della sua vittoria al fratello.

### La conquista dei Poqomam
Nel 1525 Pedro de Alvarado inviò una piccola compagnia a conquistare Mixco Viejo (Chinautla Viejo), capitale dei Poqomam. Con l'avvicinarsi degli spagnoli, gli abitanti rimasero chiusi nella città fortificata. Gli spagnoli tentarono un approccio da ovest attraverso uno stretto passo ma vennero costretti a ritirarsi per le pesanti perdite subite. Alvarado lanciò personalmente un secondo assalto con 200 alleati tlaxcalani ma anche questi dovettero ritirarsi. I Poqomam ricevettero dei rinforzi, probabilmente da Chinautla, ed i due eserciti si scontrarono in campo aperto appena fuori dalla città. La battaglia fu caotica e durò quasi un giorno intero ma venne alla fine vinta grazie alla cavalleria spagnola che costrinse i rinforzi dei Poqomam a ritirarsi. I capi dei rinforzi si consegnarono agli spagnoli tre giorni dopo la loro ritirata e in più rivelarono che la città aveva un'entrata segreta in una caverna presso un fiume vicino, luogo che permetteva agli abitanti di entrare ed uscire da essa indisturbati.
Alvarado, grazie a questa preziosa informazione, inviò 40 uomini a scoprire l'uscita della caverna e lanciò un nuovo assalto dalla gravina ovest. Questa tattica permise agli spagnoli di irrompere nel passo e di conquistare l'ingresso della città. I guerrieri Poqomam si ritirarono in gran disordine all'interno della città. Quanti riuscirono a uscire dalla città caddero in imboscate loro tese dalla cavalleria spagnola e molti vennero fatti prigionieri. L'assedio era durato in tutto più di un mese per le forti difese della città ed Alvarado ordinò di bruciare tutto e di portare gli abitanti nel nuovo villaggio coloniale di Mixco.

### Il reinsediamento dei Chajoma
Non vi sono fonti dirette che narrino della conquista dei Chajoma da parte degli spagnoli, ma pare che essa sia stata na lunga battaglia piuttosto che una rapida vittoria. L'unica descrizione della conquista dei Chajoma è un racconto secondario che appare nell'opera di Francisco Antonio de Fuentes y Guzmán nel XVII secolo, molto tempo dopo gli eventi descritti. Dopo la conquista, gli abitanti della parte orientale del regno vennero costretti a spostarsi a San Pedro Sacatepéquez. Il resto della popolazione di Mixco Viejo, assieme agli abitanti della parte ovest del regno, si spostarono a San Martín Jilotepeque. I Chajoma si ribellarono agli spagnoli nel 1526, combattendo una battaglia a Ukub'il, un sito non ancora identificato presso i villaggi odierni di San Juan Sacatepéquez e San Pedro Sacatepéquez.
Durante il periodo coloniale, i Chajoma vennero costretti a trasferirsi nei villaggi di San Juan Sacatepéquez, San Pedro Sacatepéquez e San Martín Jilotepeque come risultato della politica spagnola delle congregaciones, secondo le quali gli spagnoli erano soliti rinchiudere la popolazione locale conquistata in comunità "controllabili". Dopo questi spostamenti, alcuni Chajoma riuscirono a fuggire fondando nuovi insediamenti nelle loro terre d'origine e provocando così nuovi contrasti. Alcuni di questi ottennero però riconoscimento ufficiale come nel caso di San Raimundo presso Sacul.

### El Progreso e Zacapa
Il corregimiento spagnolo di San Cristóbal Acasaguastlán venne fondato nel 1551 con sede nel villaggio omonimo, nella parte orientale del moderno dipartimento di El Progreso. Acasaguastlán era uno dei centri precedenti alla conquista nel bel mezzo del bacino di drenaggio del fiume Motagua. Esso copriva un'area comprendente gli insediamenti di Cubulco, Rabinal e Salamá (tutti nella Baja Verapaz), San Agustín de la Real Corona (attuale San Agustín Acasaguastlán) e La Magdalena in El Progreso, e Chimalapa, Gualán, Usumatlán e Zacapa, tutti nel dipartimento di Zacapa. Chimalapa, Gualán e Usumatlán erano tutti insediamenti satellite di Acasaguastlán. San Cristóbal Acasaguastlán e l'area circostante vennero ridotti in insediamenti coloniali per merito dei frati domenicani; al tempo della conquista l'area era abitata da maya Poqomchi' e dai Pipil. Negli anni '20 del Cinquecento, immediatamente dopo la conquista, gli abitanti locali pagavano le loro tasse alla Corona spagnola in forma di cacao, tessuti, oro, argento e schiavi. Nei decenni successivi tali tasse vennero convertite in fagioli, cotone e mais. Acasaguastlán venne data in encomienda al conquistador Diego Salvatierra nel 1526.

### Chiquimula
Chiquimula de la Sierra ("Chiquimula delle alture"), occupava l'area dell'attuale dipartimento di Chiquimula ad est dei Poqomam e dei Chajoma, ed era abitata dai maya Ch'orti' all'epoca della conquista spagnola. La prima spedizione di ricognizione spagnola in questa regione ebbe luogo nel 1524 con personaggi del rango di Hernando de Chávez, Juan Durán, Bartolomé Becerra e Cristóbal Salvatierra. Nel 1526 tre capitani spagnoli, Juan Pérez Dardón, Sancho de Barahona e Bartolomé Becerra, invasero Chiquimula su ordine di Pedro de Alvarado. La popolazione indigena presto si ribellò contro le eccessive richieste degli spagnoli, ma la rivolta venne repressa nell'aprile del 1530. Ad ogni modo la regione non poté essere considerata completamente conquistata sino alla campagna militare di Jorge de Bocanegra nel 1531–1532 che conquistò anche parte della Jalapa. Le malattie importate dagli europei, la guerra ed il lavoro stremante nelle miniere oltre alle encomiende portarono alla diminuzione degli abitanti del Guatemala, a livelli che non si ripresero mai più.

### Le campagne nei Cuchumatanes

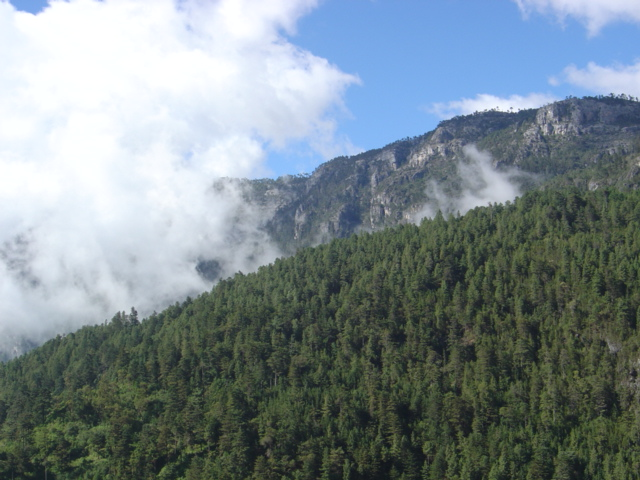
Il difficile terreno e la posizione remota dei Cuchumatanes rese la conquista dell'area particolarmente difficile.

Nei dieci anni successivi alla caduta di Zaculeu varie spedizioni spagnole attraversarono la Sierra de los Cuchumatanes e si impegnarono nella conquista dei Chuj e dei Q'anjob'al. Gli spagnoli erano attratti della regione perché speravano di trovarvi oro, argento e altre ricchezze, ma la distanza dei centri abitati, la difficoltà di procedere su un tale terreno e la popolazione relativamente bassa resero questa conquista particolarmente complessa. La popolazione dei Cuchumatanes era composta da circa 260 000 persone prima del contatto con gli europei. Al tempo dell'arrivo degli spagnoli, discese a 150 000, in particolare a causa delle malattie.

#### Uspantán e Ixil
Dopo che la porzione occidentale del regno dei Cuchumatanes cadde nelle mani degli spagnoli, gli Ixil e gli Uspantek si trovarono sufficientemente isolati da evadere l'immediata attenzione degli spagnoli. Gli Uspantek e gli Ixil erano alleati e nel 1529, quattro anni dopo la conquista di Huehuetenango, dei guerrieri Uspantek minacciavano gli spagnoli e gli Uspantán tentavano di fomentare una ribellione contro i K'iche'. L'attività degli Uspantek divenne sufficientemente problematica che gli spagnoli decisero di intraprendere un'azione militare. Gaspar Arias, alcalde del Guatemala, penetrò da est nel territorio dei Cuchumatanes con 60 fanti spagnoli e 300 alleati indigeni. Dall'inizio di settembre l'autorità spagnola si era imposta sui villaggi Ixil di Chajul e Nebaj. L'esercito spagnolo marciò quindi ad est verso la stessa Uspantán; Arias ricevette quindi la notizia che il governatore del Guatemala, Francisco de Orduña, lo aveva deposto dal suo ruolo di magistrato. Arias prese il comando di Pedro de Olmos e delle sue forze e fece ritorno per confrontarsi con de Orduña. Sebbene i suoi consiglieri gli intimarono di non compiere un'azione simile, Olmos lanciò un disastroso assalto alla città. Gli spagnoli caddero in diverse imboscate da più di 200 guerrieri Uspantek. Le forze spagnole subirono pesanti perdite con anche molti prigionieri passati al nemico; molti vennero catturati dai guerrieri Uspantek per poi essere sacrificati sull'altare della divinità maya Exbalamquen. I sopravvissuti riusciti a fuggire tornarono alla guarnigione spagnola presso Q'umarkaj.
Un anno dopo, Francisco de Castellanos partì da Santiago de los Caballeros de Guatemala (attuale Ciudad Vieja) per un'altra spedizione contro gli Ixil e gli Uspantek, con 8 caporali, 32 cavalieri, 40 fanti e diverse centinaia di guerrieri indigeni. La spedizione si fermò a Chichicastenango e reclutò ulteriori forze prima di riprendere a marciare per quasi quaranta chilometri verso Sacapulas. Sulle alture locali si scontrarono con 4 000-5 000 guerrieri Ixil provenienti da Nebaj e dai villaggi vicini. Nella lunga battaglia che ne seguì, la cavalleria spagnola riuscì ad avere la meglio e gli Ixil dovettero ritirarsi nella loro fortezza di Nebaj, tra i monti. Le forze spagnole assediarono la città ed i loro alleati riuscirono addirittura a scalarne le mura, penetrando così nella fortezza e mettendola al ferro e fuoco. Molti guerrieri Ixil si ritirarono prima dell'incendio, il che permise agli spagnoli di penetrare dall'entrata principale della cittadella. Gli spagnoli, vittoriosi, batterono gli ultimi difensori ed il giorno successivo Castellanos ordinò che tutti i sopravvissuti fossero portati come schiavi come punizione per la loro esistenza. Gli abitanti di Chajul capitolarono subito agli spagnoli. Gli spagnoli continuarono ad est verso il territorio degli Uspantán per trovarlo difeso da 10 000 guerrieri, comprendenti forze provenienti da Cotzal, Cunén, Sacapulas e Verapaz. Gli spagnoli furono appena in grado di organizzare una difesa prima dell'attacco nemico: pesantemente superati in numero dai loro nemici, ancora una volta la differenza nello scontro finale venne fatta dai cavalli e dalle armi da fuoco degli spagnoli. Gli spagnoli riuscirono a battere Uspantán e presero come schiavi i sopravvissuti. Si arresero anche i villaggi vicini e nel dicembre 1530 si concluse la fase della conquista del territorio dei Cuchumatanes.

#### Lareducciondei Chuj e dei Q'anjob'al
Nel 1529 la città Chuj di San Mateo Ixtatán (all'epoca nota come Ystapalapán) venne data in encomienda al conquistador Gonzalo de Ovalle, compagno di Pedro de Alvarado, assieme a Santa Eulalia ed a Jacaltenango. Nel 1549, la prima reduccion di San Mateo Ixtatán venne fondata, con la sovrintendenza dei missionari domenicani, come pure venne fondata quella di Q'anjob'al e quella di Santa Eulalia. Dal 1560 quella di Q'anjob'al venne sostituita da quelle di San Pedro Soloma, San Juan Ixcoy e San Miguel Acatán. La resistenza dei Q'anjob'al fu in gran parte passiva, basandosi perlopiù sul graduale ritiro verso i monti o le aree più inaccessibili per scoraggiare gli spagnoli. Nel 1586 i mercedariani costruirono la prima chiesa di Santa Eulalia. I Chuj di San Mateo Ixtatán si mantennero in ribellione e resistettero a lungo al controllo spagnolo, resistenza che fu possibile grazie alla loro alleanza coi Ch'ol Kajandon del nord.
Alla fine del XVII secolo, il missionario spagnolo fra Alonso de León riportò come le ottanta famiglie di San Mateo Ixtatán non pagassero il loro tributo alla Corona spagnola né prendessero parte alla messa. Descrisse gli abitanti locali come rissosi e si dispiacque del fatto che questi si erano impegnati a costruire un santuario pagano tra le rovine dei templi precolombiani in altura, dove bruciavano incenso e sacrificavano tacchini. Fra de León ritenne opportuno informare le autorità coloniali delle pratiche dei nativi, ma alla fine venne scacciato da San Mateo Ixtatán dagli stessi locali.

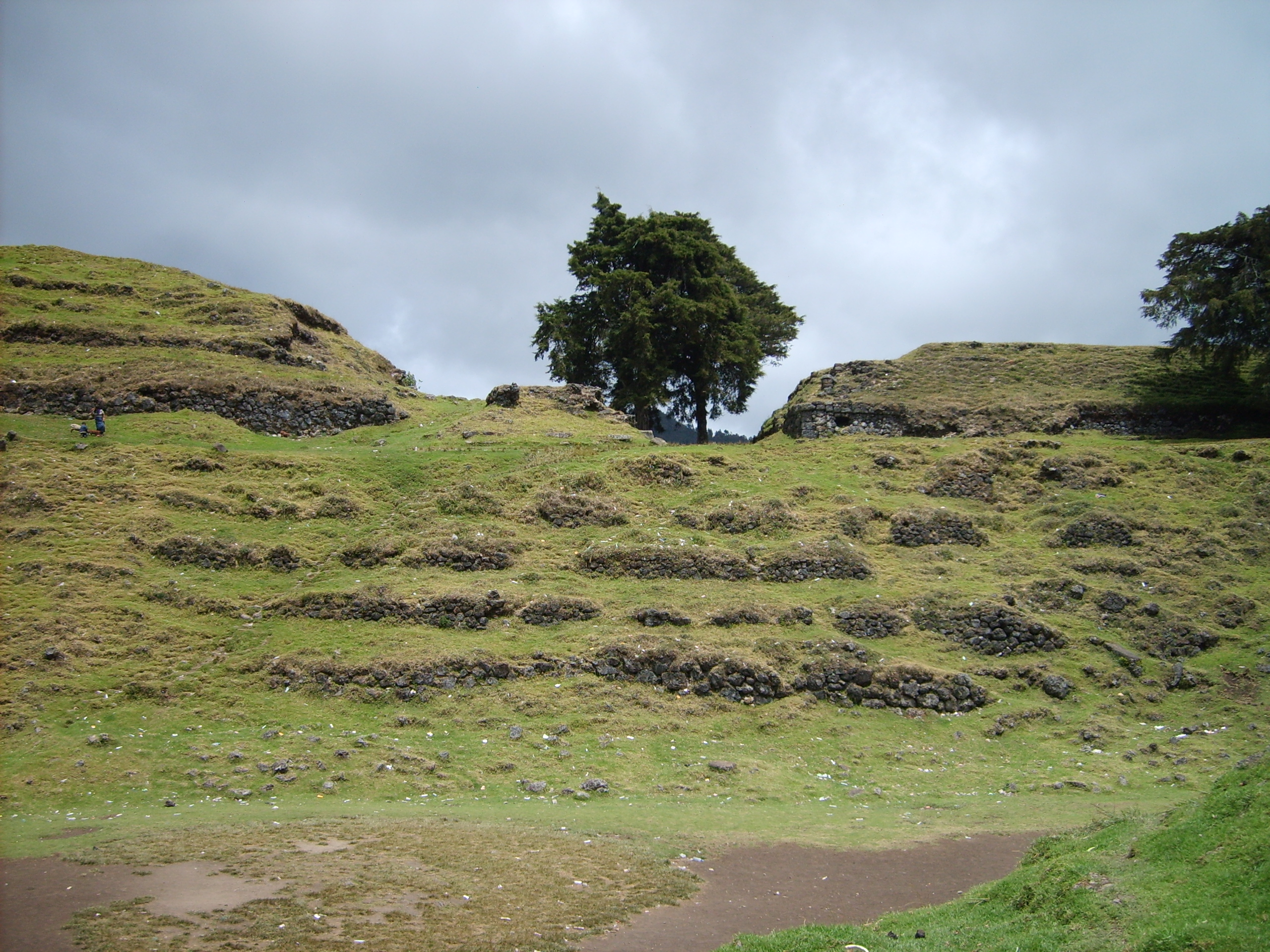
Le rovine di Ystapalapán.

Nel 1684, un consiglio presieduto da Enrique Enríquez de Guzmán, governatore del Guatemala, decise le sorti delle reducciones di San Mateo Ixtatán e di Santa Eulalia, includendole nel distretto del corregidor di Huehuetenango.
Il 29 gennaio 1686, il capitano Melchor Rodríguez Mazariegos, per ordine del governatore, lasciò Huehuetenango per San Mateo Ixtatán, dove reclutò dei guerrieri indigeni dai villaggi vicini, 61 dalla stessa San Mateo. Le autorità coloniali spagnole ritenevano gli abitanti di San Mateo Ixtatán amici degli abitanti della giungla di Lacandon. Per impedire la notizia che l'avanzata degli spagnoli verso Lacandon venisse scoperta, il governatore ordinò la cattura di tre capi della comunità di San Mateo, Cristóbal Domingo, Alonso Delgado e Gaspar Jorge, e li inviò prigionieri a Huehuetenango. Il governatore in persona giunse a San Mateo Ixtatán il 3 febbraio, dove il capitano Rodríguez Mazariegos stava già attendendolo. Il governatore ordinò al capitano di rimanere nel villaggio e di usarlo come base per le operazioni di penetrazione nella regione di Lacandon. I missionari spagnoli fra de Rivas e fra Pedro de la Concepción rimasero con lui. Il governatore Enriquez de Guzmán subsequently lascil San Mateo Ixtatán per Comitán nel Chiapas, per entrare nella regione di Lacandon passando per Ocosingo.
Nel 1695, un'invasione su tre fronti di Lacandon venne lanciata simultaneamente da San Mateo Ixtatán, Cobán e Ocosingo. Il capitano Rodriguez Mazariegos, accompagnato da fra de Rivas e da altri sei missionari con 50 soldati spagnoli, lasciò Huehuetenango per San Mateo Ixtatán. Seguendo la medesima strada battuta nel 1686, il gruppo riuscì a reclutare altri 200 indigeni da Santa Eulalia, San Juan Solomá e dalla stessa San Mateo. Il 28 febbraio 1695, tutti e tre i gruppi raggiunsero le loro rispettive basi per la conquista di Lacandon.

## Le pianure del Pacifico: Pipil e Xinca
Prima dell'arrivo degli Spagnoli, la porzione occidentale delle pianure del Pacifico era dominata dagli Stati K'iche' e Kaqchikel, mentre la porzione a est era occupata dai Pipil e dagli Xinca. I Pipil abitavano l'area dell'attuale dipartimento di Escuintla e parte di quello di Jutiapa; il territorio Xinca si trovava ad est di quello dei Pipil nell'attuale dipartimento di Santa Rosa.

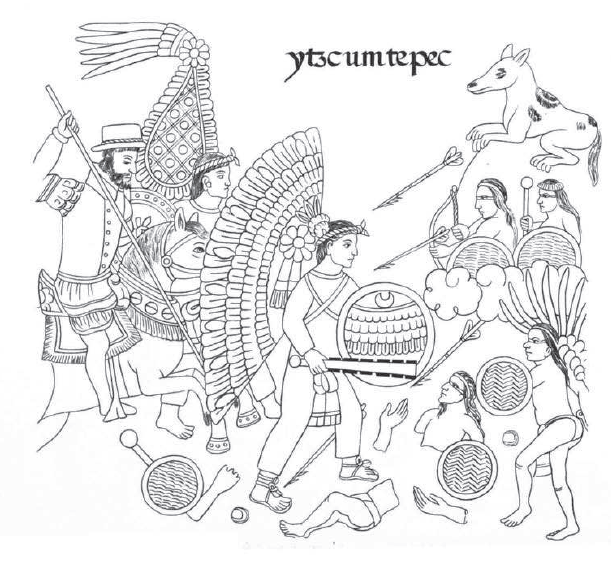
Pagina del Lienzo de Tlaxcala che mostra la conquista di Izcuintepeque

Nei cinquant'anni precedenti l'arrivo degli spagnoli, i Kaqchikel si trovarono speso in guerra coi Pipil di Izcuintepeque (attuale Escuintla). Dal marzo del 1524, i K'iche erano stati sconfitti e gli spagnoli avevano stretto alleanza coi Kaqchikel nell'aprile di quello stesso anno. L'8 maggio 1524, poco dopo il suo arrivo a Iximche ed immediatamente dopo la conquista dei Tz'utujil presso il lago Atitlán, Pedro de Alvarado continuò a sud verso le coste del Pacifico con un esercito di circa 6 000 uomini (gran parte di questi erano nativi locali) dove sconfissero i Pipil di Panacal o Panacaltepeque (detti anche Panatacat negli Annali dei Kaqchikels) presso Izcuintepeque il 9 maggio. Alvarado descrisse il terreno attorno al villaggio come particolarmente difficile, coperto da una densa vegetazione e da aree paludose che rendevano impossibile procedere a cavallo; scelse quindi di far procedere prima gli arcieri. I Pipil ritirarono i loro perlustratori per le pesanti piogge, credendo comunque che gli spagnoli non sarebbero riusciti a raggiungere la loro città in giornata. Ad ogni modo, Pedro de Alvarado riuscì ad accelerare le proprie truppe e i difensori entrarono in città, dove le difese erano completamente impreparate. Nella battaglia successiva, gli spagnoli e i loro alleati indigeni ebbero perdite di poco conto, ma i Pipil furono in grado di fuggire verso la giungla. Pedro de Alvarado ordinò di radere al suolo il villaggio per inviare un chiaro messaggi ai Pipil e chiedere la loro resa. Secondo la lettera di Alvarado a Cortés, i Pipil tornarono al villaggio e si sottomisero agli spagnoli, accettando il re di Spagna come loro sovrano. Le forze spagnole si accamparono in loco per otto giorni. Alcuni anni dopo, nel 1529, Pedro de Alvarado venne accusato di aver utilizzato eccessiva brutalità nella sua conquista di Izcuintepeque, e di aver commesso altre atrocità.

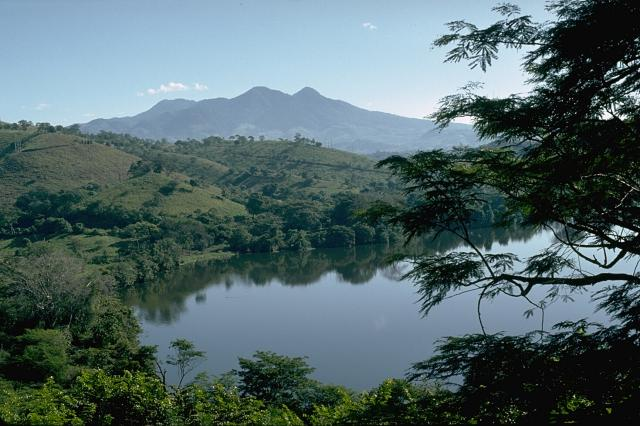
Il pendio di Jutiapa fu scena di diverse battaglie con gli Xinca.

A Guazacapán, oggi compreso nel comune di Santa Rosa, Pedro de Alvardo descrisse il suo incontro con una popolazione che non erano maya né Pipil, e parlavano una lingua differente; questa popolazione era probabilmente Xinca. A questo punto le forze di Alvarado erano composte da 250 fanti spagnoli e 6 000 alleati indigeni, in gran parte Kaqchikel e Cholutec. Alvarado ed il suo esercito sconfissero ed occuparono la città più importante dei Xinca, chiamata Atiquipaqua, nei pressi dell'attuale Taxisco. I guerrieri nemici vennero descritti da Alvarado come fieri nel combattimento corpo a corpo, con l'utilizzo di lance, pali e frecce avvelenate. La battaglia ebbe luogo il 26 maggio 1524 e portò ad una significativa riduzione del popolo Xinca. L'esercito di Alvarado continuò ad est da Atiquipaque, conquistando altre città Xinca. Tacuilula finse di accogliere positivamente gli spagnoli solo per avere il tempo di organizzare un esercito per contrastarli. Taxisco e Nancintla caddero poco dopo. Dal momento che Alvarado ed i suoi alleati non erano in grado di comprendere la lingua Xinca, Alvarado prese delle ulteriori precauzioni e marciò ad est per rafforzare la sua avanguardia e la sua retroguardia con ulteriori cavalieri. Malgrado queste precauzioni, il treno merci venne attaccato dall'esercito Xinca poco dopo aver lasciato Taxisco. Molti indigeni vennero ucciso ma gran parte del treno merci andò perduto, inclusi tutti gli archi e le armature per cavalli. Alvarado dovette accampare il proprio esercito a Nancintla per otto giorni, periodo durante il quale inviò due spedizioni contro l'esercito nemico. Jorge de Alvarado guidò 30-40 cavalieri per recuperare il bottino perduto ma tutto ciò fu vano in quanto gli Xinca lo utilizzarono come trofei di guerra oppure lo distrussero. Pedro de Portocarrero guidò un secondo tentativo con un distaccamento di fanteria di maggiori dimensioni ma non fu in grado di scontrarsi col nemico per il terreno montuoso che si trovò d'innanzi e per questo tornò a Nancintla. Alvarado inviò dei messaggeri Xinca a prendere contatti col nemico ma questi non ritornarono. Messaggeri provenienti dalla città di Pazaco, nell'attuale dipartimento di Jutiapa, offrirono la pace ai conquistadores ma quando Alvarado giunse il giorno successivo, gli abitanti si stavano già preparando alla guerra. Da Pazaco, Alvarado attraversò il Río Paz ed si aprì la strada verso l'attuale El Salvador.
Dopo la conquista delle pianure del Pacifico, gli abitanti sottomessi pagarono tributi agli Spagnoli sotto forma di cacao, cotone, sale e vaniglia.

## Le pianure a nord
Al nord del Guatemala il periodo degli scontri per la conquista perdurò dal 1525 al 1700 circa. Ancora una volta l'uso delle armi da fuoco e dei cavalli da parte degli Spagnoli risultò decisivo per la vittoria in loco.

### Cortés a Petén

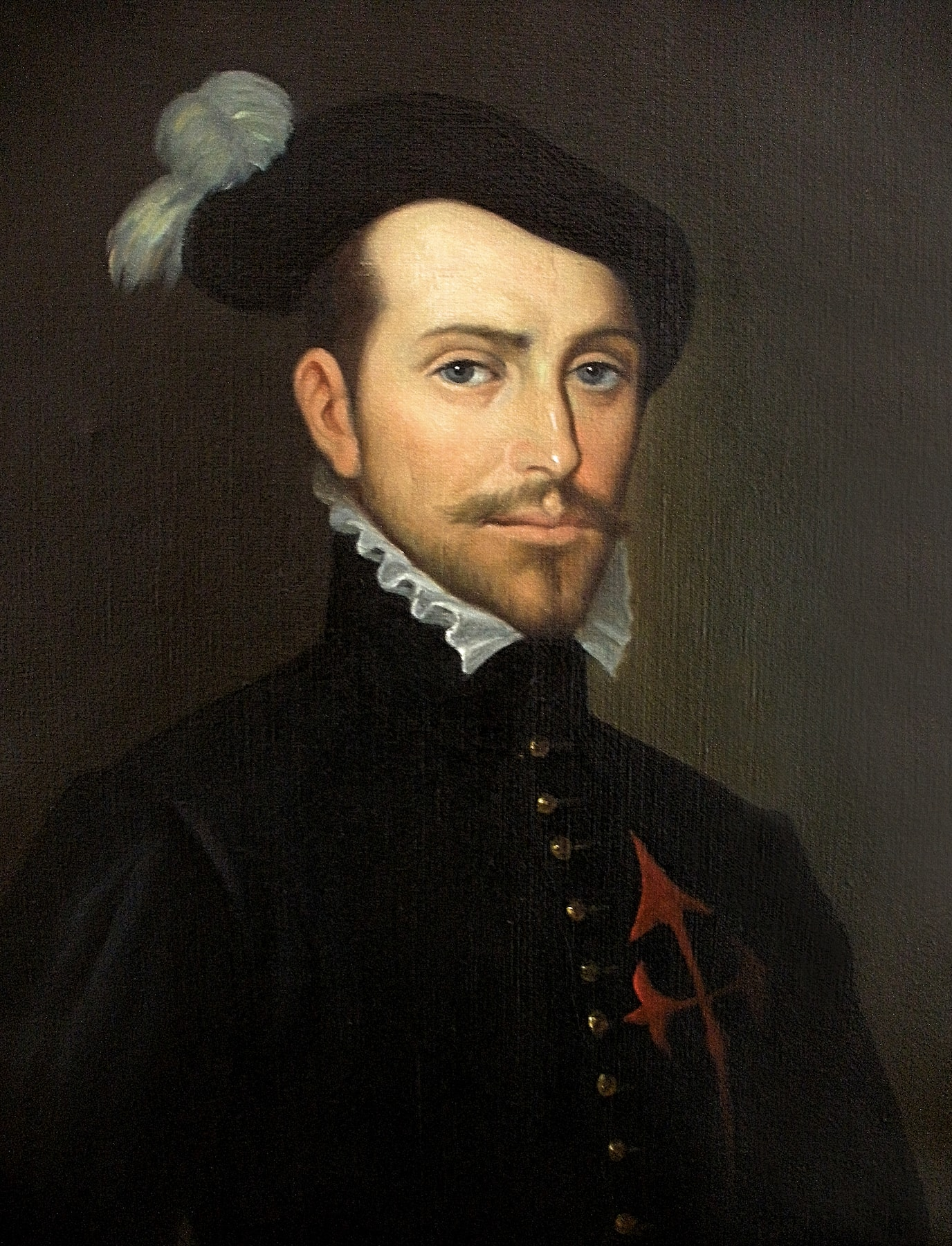
Hernán Cortés, conquistatore degli Aztechi, attraversò Petén all'inizio del XVI secolo.

Nel 1525, dopo la conquista dell'impero azteco, Hernán Cortés guidò una spedizione in Honduras, passando per il regno degli Itza nell'attuale dipartimento del Petén settentrionale del Guatemala. Il suo intento era quello di sottomettere il ribelle spagnolo Cristóbal de Olid il quale, inviato in un primo momento a conquistare l'Honduras, si rese sempre più indipendente. Cortés aveva dalla sua 140 soldati spagnoli, di cui 93 cavalieri, 3 000 guerrieri messicani, 150 cavalli, un branco di maiali, dell'artiglieria, munizioni e altri rifornimenti. Egli ricevette anche 600 maya Chontal da Acalan. Il gruppo giunse alla sponda nord del lago Petén Itzá il 13 marzo 1525.
Cortés accettò l'invito di Aj Kan Ek', re degli Itza, a visitare Nojpetén (nota anche come Tayasal), ed attraversò la città maya con 20 soldati spagnoli mentre il resto del suo esercito proseguì lungo le sponde del lago. Lasciando Nojpetén, Cortés aveva eretto una croce. Gli spagnoli ufficialmente non entrarono più in contatto gli Itza sino all'arrivo dei francescani nel 1618, quando questi rilevarono che la croce di Cortés si trovava ancora al suo posto a Nojpetén. Dal lago, Cortés proseguì verso i monti e, in un percorso particolarmente duro, fece 32 km in 12 giorni, perdendo quasi due terzi dei cavalli al suo seguito. Quando giunse al corso di un fiume ingrandito da consistenti piogge torrenziali cadute nel periodo, Cortés si portò verso le cascate di Gracias a Dios, dove impiegò due giorni per attraversare il punto e questo gli costò ulteriori cavalli.
Il 15 aprile 1525 la spedizione giunse al villaggio maya di Tenciz. Grazie a guide locali, il gruppo giunse alle colline a nord del lago Izabal, luogo ove però le guide si dileguarono nella giungla e la spedizione si perse e giunse quasi alla fame prima di riuscire a catturare prigioniero un ragazzo maya che li portò in salvo. Cortés trovò un villaggio sulle sponde del lago Izabal, probabilmente Xocolo. Attraversò il fiume Dulce sino all'insediamento di Nito, nella Baia di Amatique, con una dozzina di compagni, ed attese in quel punto il resto dell'esercito che impiegò una settimana per radunarsi completamente. Gli uomini si erano ridotti a poche centinaia; Cortés riuscì ad entrare in contatto con gli spagnoli che stava cercando, solo per scoprire che gli ufficiali di Cristóbal de Olid avevano già placato la sua rivolta. Cortés costruì un brigantino improvvisato e, accompagnato da canoe, discese il fiume Dulce sino al lago Izabal, con 40 Spagnoli e un gran numero di nativi. In un primo momento pensò di aver raggiunto il Pacifico, ma ben presto realizzò il suo errore. Al termine orientale del lago, marciò nell'entroterra e battaglio con i Maya della città di Chacujal, presso il fiume Polochic. Dalla città raccolse cibo e rifornimenti da riportare a Nito a bordo del brigantino che lo riportò all'insediamento e da dove proseguì poi la marcia coi suoi uomini. Cortés tornò in Messico poi via mare.

### La "Terra di Guerra": Verapaz

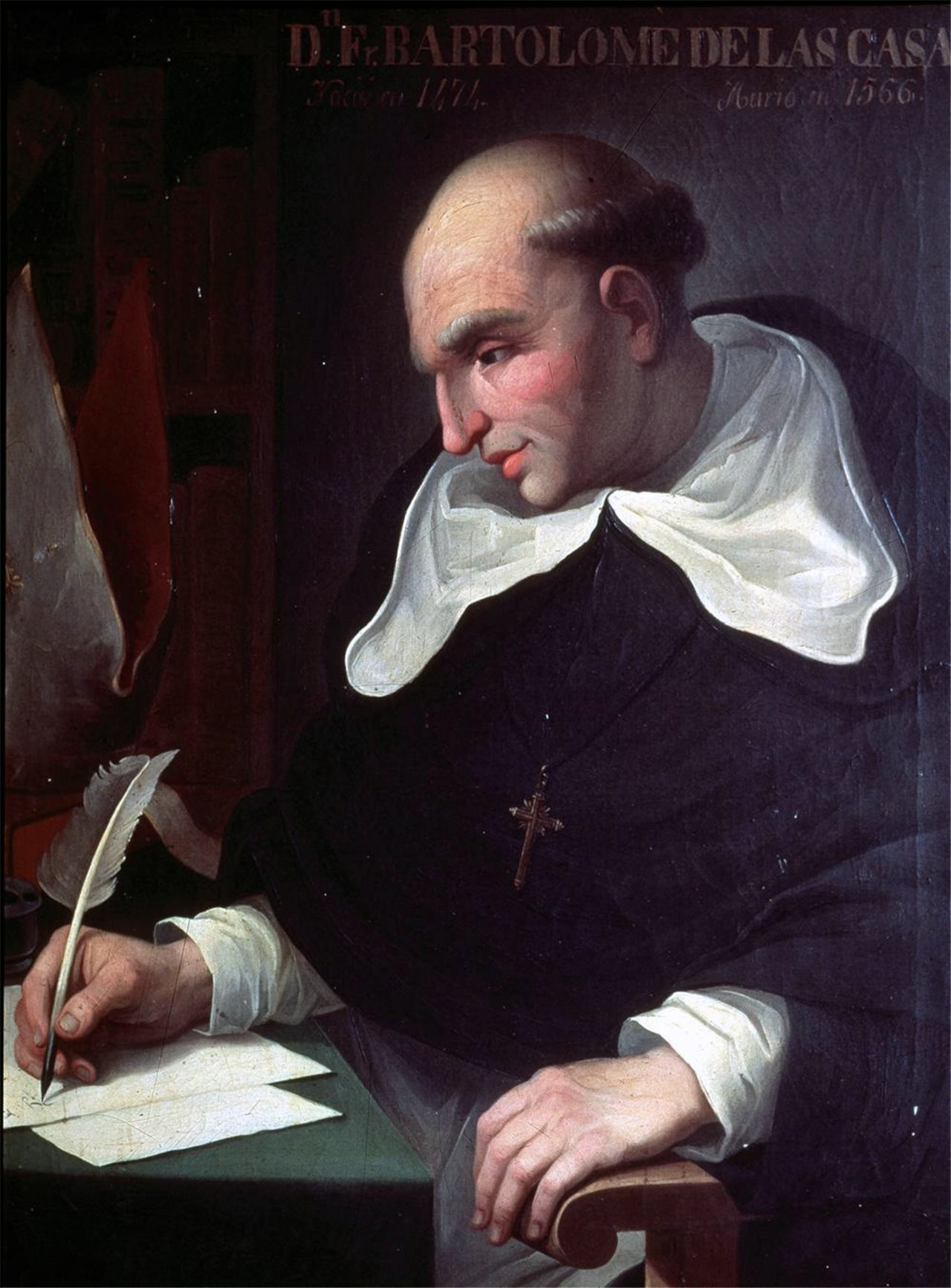
Il domenicano Bartolomé de las Casas promosse la conversione pacifica dei nativi locali

Dal 1537 l'area immediatamente a nord della nuova colonia del Guatemala era chiamata Tierra de Guerra ("Terra di Guerra"). Paradossalmente, essa era altrettanto nota col nome di Verapaz ("Vera pace"). La "Terra di Guerra" era descritta come un'area prossima alla conquista ma complessa da conquistare; era una regione coperta da una fitta giungla difficile da penetrare militarmente per gli spagnoli. Ogni qualvolta inoltre gli spagnoli riuscivano a identificare un centro di popolazione nella regione, gli abitanti si spostavano altrove. Questa strategia portò al graduale spopolamento della foresta, ma simultaneamente anche ad una regressione della civiltà che utilizzava sempre più spesso rifugi naturali o di fortuna anziché costruire vere e proprie città come in passato, in particolare per quelle realtà che si trovavano molto distanti dai centri della dominazione spagnola. La Terra di Guerra, dal XVI secolo e sino all'inizio del XVIII, includeva una vasta area che andava da Sacapulas ad ovest del Nito sino alla costa dei Caraibi e si estendeva a nord da Rabinal e Salamá, ed era un'area intermedia tra le alture e le pianure del nord. Includeva i moderni dipartimento di Baja Verapaz e Alta Verapaz, Izabal e Petén, oltre alla parte orientale di El Quiché e parte dello stato messicano del Chiapas. La porzione occidentale di quest'area era il territorio dei maya Q'eqchi'.
Pedro Orozco, il capo dei Mam Sacatepéquez del dipartimento di San Marcos, invitò i domenicani a pacificare gli abitanti di Verapaz. Il 1º maggio 1543 Carlo V ricompensò i Mam Sacatepéquez con un decreto reale che prescriveva per loro il divieto di venire "encomiendati".
Il domenicano Bartolomé de las Casas giunse nella colonia del Guatemala nel 1537 ed immediatamente si propose per fermare la violenta conquista militare degli spagnoli, sostituendola con una pacifica opera missionaria. Las Casas si offrì di ottenere la conquista della Terra di Guerra con la predicazione della fede cattolica. Fu lui a promuovere l'uso del nome di Verapaz al posto di Terra di Guerra per l'area. Dal momento che il territorio si era dimostrato impossibile da conquistare con le armi, il governatore del Guatemala, Alonso de Maldonado, si accordò coi domenicani per non assegnare ulteriori encomiendas nell'area se la strategia di Las Casas avesse avuto successo. Las Casas e un gruppo di domenicani si stabilirono dapprima a Rabinal, Sacapulas ed a Cobán, e tentarono di convertire diversi capi nativi insegnando loro canzoni cristiane ai mercanti nell'area.
(Bartolomé de las Casas.)
De las Casas riuscì a radunare un piccolo gruppo di cristiani a Rabinal e divenne un elemento importante per l'introduzione delle Leggi nuove del 1542, secondo le quali la Corona spagnola si sarebbe occupata personalmente di porre un freno agli eccessi perpetrati dai conquistadores contro gli abitanti indigeni delle Americhe. Come risultato, i domenicani incontrarono una sostanziosa risposta negativa da parte dei coloni spagnoli, che vedevano minacciati così i loro interessi dalla nuova legislazione istituita dalla madrepatria; questo distrasse i domenicani dai loro sforzi di pacificare l'area e garantire il controllo della Spagna sulla Terra di Guerra.
Nel 1543 la nuova reducción di Santo Domingo de Cobán venne fondata presso Chi Mon'a per ricollocarvi gli indiani Q'eqchi' provenienti da Chichen, Xucaneb e da Al Run Tax Aj. Santo Tomás Apóstol venne fondata non lontano in quello stesso anno, presso Chi Nim Xol, e venne usata nel 1560 come reducción per reinsediare le comunità di Ch'ol provenienti da Topiltepeque e Lacandon nella valle dell'Usumacinta. Nel 1555 gli Acala Ch'ol e i loro alleati Lacandon uccisero il frate spagnolo Domingo de Vico. De Vico aveva fondato una piccola chiesa tra gli abitanti di San Marcos, la regione tra i territori dei Lacandon e quella dei Manche Ch'ol. De Vico, secondo i resoconti, aveva più volte offeso il sovrano locale rimproverandolo per la sua poligamia. Il capo indigeno, di fronte all'ennesima discussione, lo colpì alla gola con una freccia; i nativi, quindi, aprirono il suo petto e ne estrassero il cuore. Il suo cadavere venne quindi decapitato; i nativi portarono la sua testa in trofeo e non venne più recuperata dagli spagnoli. In risposta a questo atto, venne lanciata una spedizione punitiva capeggiata da Juan Matalbatz, un capo Q'eqchi' di Chamelco; gli indiani catturati dalla spedizione dei Q'eqchi' vennero portati prigionieri a Cobán e reinsediati poi a Santo Tomás Apóstol.

### Il lago Izabal e il basso corso del fiume Motagua
Gil González Dávila partì dall'isola caraibica di Hispaniola nel 1524, con l'intento di esplorare la costa caraibica del Nicaragua. Il suo percorso lo portò nella costa settentrionale dell'Honduras. Dopo la fondazione di Puerto de Caballos, Gil Gónzalez salpò ad ovest verso la costa della baia di Amatique, e fondò un insediamento spagnolo presso il fiume Dulce, nell'attuale Guatemala, che venne nominato San Gil de Buena Vista. Lanciò quindi una campagna militare per la conquista della regione montuosa che divideva l'Honduras dal Guatemala. González lasciò alcuni dei suoi uomini al comando di Francisco Riquelme a San Gil de Buena Vista, e salpò lungo la costa est dell'Honduras. I coloni a San Gil non prosperarono e ben presto si diedero a cercare un luogo più ospitale. Si reinsediarono infine nel villaggio indigeno di Nito, presso la foce del fiume Dulce. Anche se si trovavano alla disperazione e prossimi alla fame, si trovavano ancora al loro posto quando Cortés passò da quell'area e vennero assorbiti nella spedizione militare.
I domenicani si stabilirono a Xocolo sulle rive del lago Izabal a metà del Cinquecento. Xocolo divenne un luogo tristemente noto per i domenicani, i quali scoprirono che gli abitanti vi praticavano dei riti magici che essi vedevano come una sorta di stregoneria. Dal 1574 essa divenne uno dei principali centri interni alla regione, e mantenne tale ruolo sino a poco prima del 1640, venendo abbandonato però invero dal 1631.
Nel 1598 Alfonso Criado de Castilla divenne governatore del capitanato generale del Guatemala. A causa delle frequenti azioni piratesche nell'area, egli decise di mandare una spedizione presso il lago Izabal. Come risultato della spedizione, e col permesso regio, Criado de Castilla ordinò la costruzione di un nuovo porto chiamato Santo Tomás de Castilla, in una posizione favorevole nella baia di Amatique, non lontano dal lago. Iniziarono quindi i lavori per la costruzione di una strada che collegasse la nuova capitale della colonia, la moderna Antigua Guatemala, con il porto da poco costruendo, seguendola valle del fiume Motagua verso le alture. Guide indigene ad ogni modo si bloccarono a tre leghe di distanza da Quiriguá, in quanto l'area era abitata dagli ostili Toquegua.

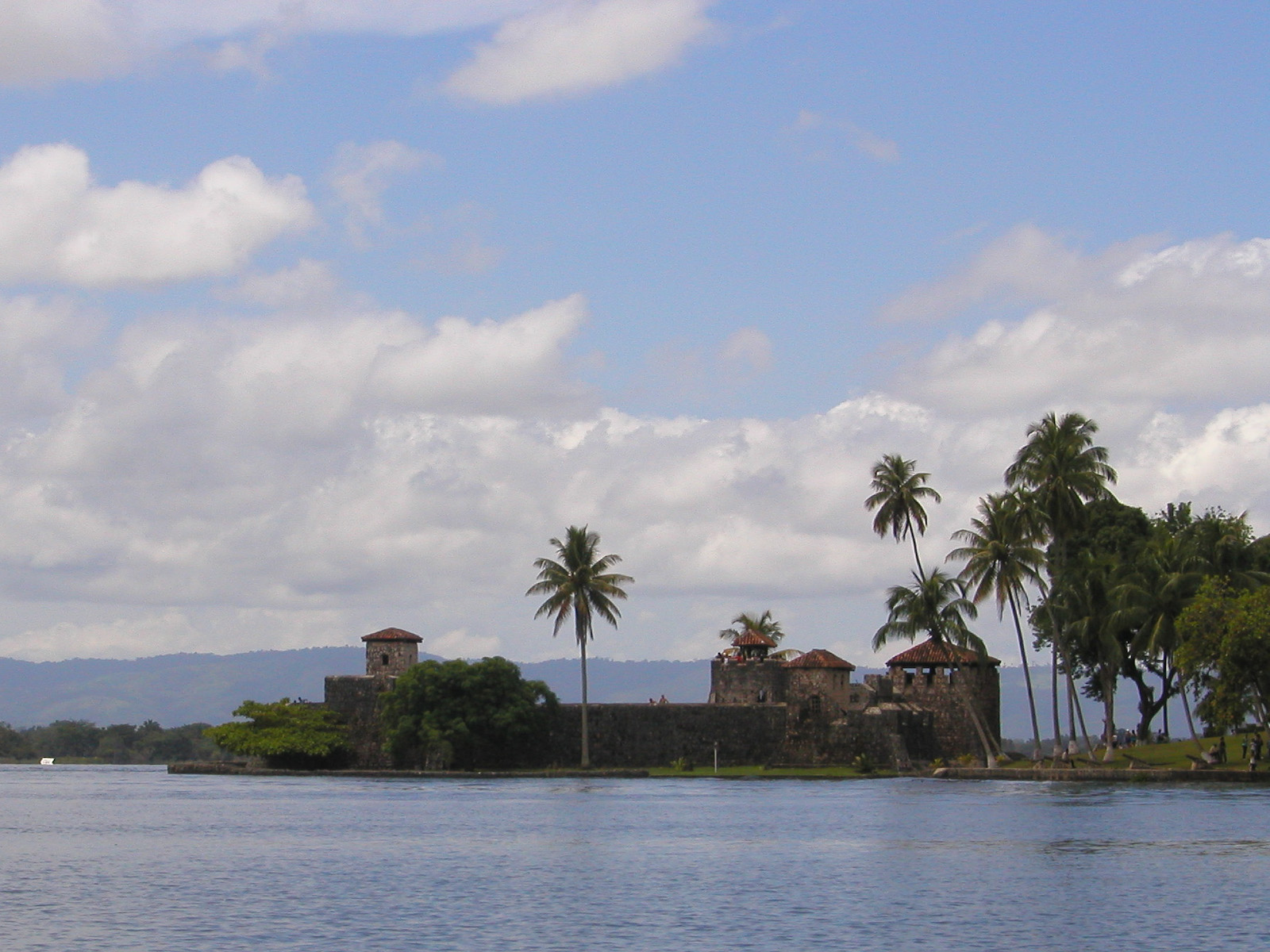
Il Castillo de San Felipe era un forte spagnolo posto a guardia del lago Izabal.

I capi di Xocolo e Amatique, impauriti dalla minaccia spagnola, persuasero una comunità di 190 Toquegua ad insediarsi lungo la costa di Amatique nell'aprile del 1604. Il nuovo insediamento da subito sembrò mancare di popolazione sufficiente a prosperare e, secondo alcune fonti, i Toquegua Amatique poterono dirsi estinti al 1613, anche se i frati mercedariani ne indicano la presenza ancora nel 1625. Nel 1628 i villaggi dei Manche Ch'ol vennero posti sotto l'amministrazione del governatore di Verapaz, con Francisco Morán come loro guida religiosa. Morán favorì un approccio più robusto alla conversione dei Manche e spostò soldati spagnoli nella regione per proteggersi dai raid degli Itza da nord. La nuova guarnigione spagnola nell'area provocarono una rivolta tra i Manche, che portò all'abbandono di molti insediamenti indigeni. Dal 1699 i Toquegua potevano dirsi ormai estinti come popolo separato per l'alta mortalità e per i frequenti matrimoni con gli indiani Amatique. In questa medesima epoca gli spagnoli decisero la reducciòn dei maya Mopan che vivevano a nord del lago Izabal. La parte nord del lago, per quanto fertile e facilmente controllabile, era perlopiù spopolata.
Durante la campagna militare per la conquista degli Itza di Petén, gli spagnoli inviarono delle spedizioni per catturare e ricollocare i Mopan a nord del lago Izabal e i maya Ch'ol delle foreste di Amatique a est. Questi vennero reinsediati nella reducciòn coloniale di San Antonio de las Bodegas sulla sponda meridionale del lago e presso San Pedro de Amatique. Dalla seconda metà del XVIII secolo gli indigeni erano perlopiù scomparsi in quest'area; gli abitanti locali erano perlopiù spagnoli, mulatti e altre razze miste, tutte dipendenti dal Castillo de San Felipe de Lara, il forte posto a guardia dell'entrata del lago Izabal. La causa principale del drastico spopolamento del lago Izabal e del delta del fiume Motagua furono i frequenti raid pirateschi di Miskito Sambu della costa caraibica che posero fine ai maya nella regione; i Maya catturati venivano infatti venduti come schiavi nella colonia britannica della Giamaica.

### La conquista del Petén

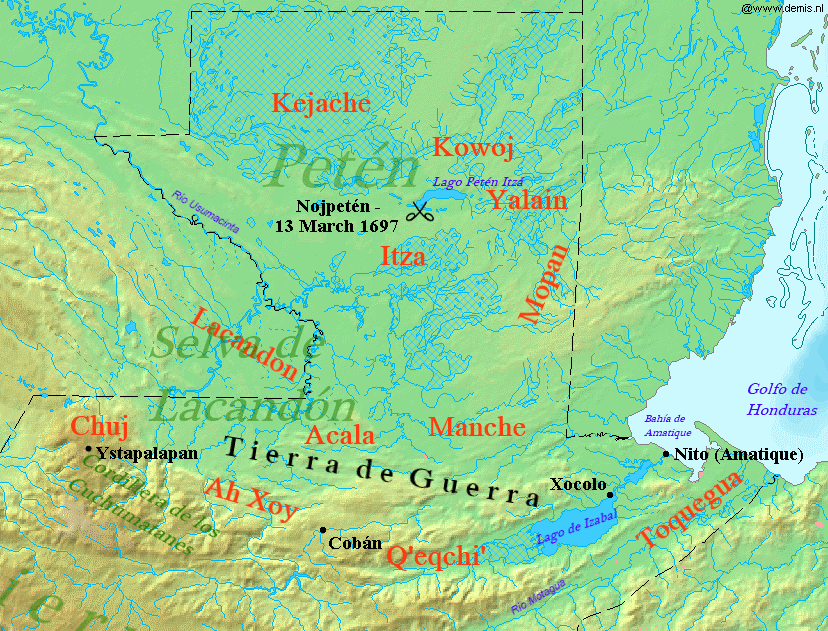
Mappa delle pianure a nord del Guatemala all'epoca dell'invasione spagnola.

Dal 1527 in poi gli spagnoli iniziarono ad essere più attivi nella penisola dello Yucatan, fondando diverse colonie e villaggi tra cui Campeche e Valladolid nell'attuale Messico. L'impatto degli spagnoli nei confronti dei maya del nord, tra invasioni belliche, epidemie e la schiavitù e l'esportazione di quasi 50 000 maya come schiavi, portò molti maya a portarsi a sud e a stabilirsi al fianco degli Itza attorno al lago Petén Itzá, ai confini dell'attuale Guatemala. Gli spagnoli sapevano che i maya Itza erano divenuti centro di una resistenza anti-spagnola e pertanto iniziarono a portare avanti una politica di accerchiamento del loro regno nella speranza di isolarli. Gli Itza resistettero a questo strenuo accerchiamento, cercando di stringere nuove alleanze per rallentare l'avanzata degli spagnoli nel loro territorio.
I missionari domenicani furono attivi a Verapaz e nella parte meridionale del Petén dalla fine del XVI secolo e per tutto il XVII secolo, tentando una conversione non violenta, ma con successi limitati. Nel XVII secolo i francescani ne conclusero che la conversione pacifica dei maya della regione non sarebbe stata possibile se gli Itza fossero rimasti presso il lago Petén Itzá. Il costante afflusso di rifugiati dai territori spagnoli che si portavano appunto presso gli Itza per cercare di sfuggire alle encomiendas, era divenuto un problema serio da affrontare. Frà Bartolomé de Fuensalida visitò Nojpetén nel 1618 e nel 1619. I missionari francescani tentarono di utilizzare una loro reinterpretazione delle profezie del k'atun per convincere il Aj Kan Ek' ed i suoi sacerdoti alla conversione al cristianesimo. I sacerdoti Itza ad ogni modo avevano interpretato diversamente le profezie ed i missionari riuscirono appena a sfuggire dal luogo. Nel 1695 le autorità coloniali decisero di connettere la provincia del Guatemala con lo Yucatan, e i soldati guatemaltechi conquistarono un gran numero di insediamenti dei Ch'ol, di cui il più importante era Sakb'ajlan presso il fiume Lacantún, nel Chiapas orientale, attuale Messico, che venne rinominato Nuestra Señora de Dolores, o Dolores del Lakandon. Il frate francescano Andrés de Avendaño tentò per la seconda volta nel 1695 di convertire gli Itza convincendo il loro re che era giunto il momento della conversione al cristianesimo e di accettare la sovranità del re di Spagna. Ad ogni modo i maya continuavano a resistere agli spagnoli e cercarono persino di uccidere lo stesso Avendaño nel 1696. Gli Itza continuarono a resistere ai cattolici come pure ai soldati spagnoli.

#### La caduta di Nojpetén
Martín de Ursúa y Arizmendi giunse dalla riva occidentale del lago Petén Itzá con i suoi soldati nel febbraio del 1697, impegnandosi subito nella costruzione di una galeota, una grande imbarcazione armata. La capitale degli Itza cadde in un assalto sanguinoso il 13 marzo 1697. Il bombardamento operato dagli spagnoli causò pesanti perdite di vita sull'isola agli indiani; molti maya Itza che tentarono la fuga nuotando nel lago vennero uccisi. Dopo la battaglia, i sopravvissuti si diedero alla fuga nella giungla, lasciando che gli spagnoli occupassero la città maya ormai abbandonata. I re degli Itza e dei Kowoj (Ajaw Kan Ek' e Aj Kowoj, rispettivamente) vennero catturati assieme ad altri nobili maya ed alle loro famiglie. Con Nojpetén nelle mani degli spagnoli, Ursúa fece ritorno a Campeche; lasciò una piccola guarnigione sull'isola, isolata rispetto agli altri Itza e Kowoj ostili che ancora dominavano la regione. Nojpetén venne rinominata Nuestra Señora de los Remedios y San Pablo, Laguna del Itza ("Nostra Signora del Rimedio e San Paolo, Lago degli Itza"). La guarnigione locale venne rafforzata nel 1699 da una spedizione militare proveniente dal Guatemala, accompagnata da dei civili che portarono con loro anche delle malattie che uccisero molti soldati e coloni oltre a moltissimi indigeni. I guatemaltechi tornarono quindi a Santiago de los Caballeros de Guatemala, portando con loro il re degli Itza come prigioniero, assieme al figlio ed a due dei suoi cugini. I cugini morirono durante la permanenza nella capitale coloniale; Ajaw Kan Ek' e suo figlio spesero il resto della loro vita agli arresti domiciliari in una casa nella capital.

### Gli ultimi anni della conquista
Sul finire del XVII secolo la popolazione dei maya Ch'ol Maya a sud di Petén e nel Belize vennero spostati con la forza verso Alta Verapaz, dove il popolo venne assorbito dalla popolazione dei Q'eqchi'. I Ch'ol della giungla di Lacandon vennero ricollocati presso Huehuetenango all'inizio del Settecento. Sacerdoti cattolici provenienti dallo Yucatan fondarono diverse missioni attorno al lago Petén Itzá nel 1702–1703. Gli Itza ed i Kowoj sopravvissuti vennero reinsediati nelle nuove città coloniali con un misto di persuasione e forza. I capi Kowoj e Itza in queste missioni si ribellarono ai loro padroni spagnoli nel 1704, ma per quanto ben pianificata, la ribellione venne ben presto schiacciata. I suoi capi vennero giustiziati e gran parte delle missioni vennero abbandonate. Nel 1708 solo 6 000 maya rimanevano a Petén, comparati ai 60 000 presenti nel 1697 nella medesima regione. Anche se le malattie furono responsabili della morte di molti, le spedizioni militari degli spagnoli e le guerre interne tra gruppi indigeni fecero la loro parte.

## L'eredità della conquista spagnola
Lo shock iniziale della conquista spagnola venne seguito da decenni di esportazione di popolazioni indigene e schiavitù. Nei duecento anni di successivo governo coloniale gli spagnoli imposero gradualmente la loro cultura ai popoli sottomessi. Le reducciones spagnole create divennero dei veri e propri insediamenti di stile spagnolo, con una piazza centrale, una chiesa, un municipio con la sede governativa locale (nota col nome di ayuntamiento). Ancora oggi alcune città dell'area riprendono questo stile urbanistico. Il governo civile venne diretto direttamente dagli spagnoli e dai loro discendenti (i creoli). L'introduzione del cattolicesimo fu il principale veicolo del cambio culturale e portò ad un certo sincretismo religioso. Gli elementi culturali del Vecchio Mondo finirono per venire adottati dai gruppi maya, come ad esempio l'uso della marimba, un tipico strumento musicale africano. Il maggior cambiamento fu indubbiamente il passaggio dall'ordine economico precolombiano alle tecnologie e stili di vita europei; tra questi vi fu sicuramente l'introduzione del ferro e dell'acciaio a rimpiazzare attrezzi di fattura neolitica, oltre all'allevamento di mucche, maiali e galline che andò a rimpiazzare la selvaggina. Vennero introdotte nuove colture come la canna da zucchero ed il caffè, in particolare in piantagioni per l'esportazione. Il 60 % dell'attuale popolazione del Guatemala attuale pare abbia antenati maya, in particolare nelle regioni centrale e occidentale. La porzione orientale del paese è stata invece oggetto di un'intensa migrazione ed ispanicizzazione.

### Fonti primarie
- (EN) Pedro de Alvarado, Pedro de Alvarado's letters to Hernando Cortés, 1524, in Matthew Restall e Florine Asselbergs (a cura di), Invading Guatemala: Spanish, Nahua, and Maya Accounts of the Conquest Wars, University Park, Pennsylvania State University Press, 2007  [1524],  pp. 23-47, ISBN 978-0-271-02758-6, OCLC 165478850.
- (EN) Bartolomé de las Casas, A Short Account of the Destruction of the Indies, a cura di Nigel Griffin, Londra e New York, Penguin Books, 1992  [1552], ISBN 978-0-14-044562-6, OCLC 26198156.
- (ES) Bartolomé de las Casas, Brevísima Relación de la Destrucción de las Indias, a cura di Olga Camps, Città del Messico, Distribuciones Fontamara, 1997  [1552], ISBN 978-968-476-013-4, OCLC 32265767.
- (ES) Bernal Díaz del Castillo, Historia verdadera de la conquista de la Nueva España, Città del Messico, Editores Mexicanos Unidos, 2005  [1632], ISBN 978-968-15-0863-0, OCLC 34997012.
- (EN) Gabriel Salazar, Geography of the Lowlands: Gabriel Salazar, 1620, in Lawrence H. Feldman (a cura di), Lost Shores, Forgotten Peoples: Spanish Explorations of the South East Maya Lowlands, Durham, Duke University Press, 2000  [1620],  pp. 21-54, ISBN 978-0-8223-2624-3, OCLC 254438823.

### Fonti secondarie
- (EN) Carlos A. Batres, Tracing the "Enigmatic" Late Postclassic Nahua-Pipil (A.D. 1200–1500): Archaeological Study of Guatemalan South Pacific Coast, in Theses, Carbondale, Southern Illinois University Carbondale, 2009. URL consultato il 2 ottobre 2011.
- (ES) Silvia Josefina Calderón Cruz, Historia y Evolución del Curato de San Pedro Sacatepéquez San Marcos, desde su origen hasta 1848 (PDF), su tesis.ufm.edu.gt, Città del Guatemala, Universidad Francisco Marroquín, 1994. URL consultato il 28 settembre 2012 (archiviato dall'url originale il 30 agosto 2021).
- (ES) Robert Carmack, Kik'aslemaal le K'iche'aab': Historia Social de los K'iche's, Città del Guatemala, Cholsamaj, 2001a, ISBN 978-99922-56-19-0, OCLC 47220876.
- (ES) Robert M. Carmack, Kik'ulmatajem le K'iche'aab': Evolución del Reino K'iche', Città del Guatemala, Cholsamaj, 2001b, ISBN 978-99922-56-22-0, OCLC 253481949.
- (ES) Laura Caso Barrera e Mario Aliphat, Relaciones de Verapaz y las Tierras Bajas Mayas Centrales en el siglo XVII (PDF), in J.P. Laporte, B. Arroyo e H. Mejía (a cura di), XX Simposio de Investigaciones Arqueológicas en Guatemala, 2006, Città del Guatemala, Museo Nacional de Arqueología y Etnología, 2007,  pp. 48-58. URL consultato il 22 gennaio 2012 (archiviato dall'url originale il 17 ottobre 2013).
- (ES) Xochitl Anaité Castro Ramos, El Santo Ángel. Estudio antropológico sobre una santa popular guatemalteca: aldea El Trapiche, municipio de El Adelanto, departamento de Jutiapa (PDF), su biblioteca.usac.edu.gt, Città del Guatemala, Universidad de San Carlos de Guatemala, 2003. URL consultato il 25 gennaio 2012 (archiviato dall'url originale il 27 ottobre 2012).
- (EN) Robert Stoner Chamberlain, The Conquest and Colonization of Honduras: 1502–1550, New York, Octagon Books, 1966  [1953], OCLC 640057454.
- (EN) Michael D. Coe, The Maya, collana Ancient peoples and places series, 6ª ed., Londra e New York, Thames & Hudson, 1999, ISBN 978-0-500-28066-9, OCLC 59432778.
- (EN) Michael D. Coe e Rex Koontz, Mexico: from the Olmecs to the Aztecs, 5ª ed., Londra e New York, Thames & Hudson, 2002, ISBN 978-0-500-28346-2, OCLC 50131575.
- (ES) Mariano Cornejo Sam, Q'antel (Cantel): Patrimonio cultural-histórico del pueblo de Nuestra Señora de la Asunción Cantel: Tzion'elil echba'l kech aj kntelab "Tierra de Viento y Neblina", Quetzaltenango, 2009.
- (ES) Hernán Cortés, Cartas de Relación, a cura di Manuel Alcalá, Città del Messico, Editorial Porrúa, 2005  [1844], ISBN 978-970-07-5830-5, OCLC 229414632.
- (EN) Claudia Dary Fuentes, Ethnic Identity, Community Organization and Social Experience in Eastern Guatemala: The Case of Santa María Xalapán, Albany, University at Albany, 2008, ISBN 978-0-549-74811-3, OCLC 352928170.
- (ES) Miguel Ángel de León Soto, La Notable Historia de Tzalcahá, Quetzaltenango, y del Occidente de Guatemala, Guatemala City, Guatemala, Centro Editorial Vile, 2010, OCLC 728291450.
- (ES) Patricia del Águila Flores, Zaculeu: Ciudad Postclásica en las Tierras Altas Mayas de Guatemala (PDF), su mcd.gob.gt, Città del Guatemala, Ministerio de Cultura y Deportes, 2007, OCLC 277021068. URL consultato il 6 agosto 2011 (archiviato dall'url originale il 21 luglio 2011).
- (EN) David Drew, The Lost Chronicles of the Maya Kings, Londra, Weidenfeld & Nicolson, 1999, ISBN 978-0-297-81699-7, OCLC 43401096.
- (EN) Lawrence H. Feldman, Motagua Colonial, Raleigh, Boson Books, 1998, ISBN 978-1-886420-51-9.
- (EN) Lawrence H. Feldman, Lost Shores, Forgotten Peoples: Spanish Explorations of the South East Maya Lowlands, Durham, Duke University Press, 2000, ISBN 978-0-8223-2624-3, OCLC 254438823.
- (EN) William R. Jr. Fowler, Ethnohistoric Sources on the Pipil-Nicarao of Central America: A Critical Analysis, in Ethnohistory, vol. 32, n. 1, Duke University Press, inverno 1985,  pp. 37-62, DOI:10.2307/482092, ISSN 0014-1801 (WC · ACNP), JSTOR 482092, OCLC 478130795.
- (EN) John W. Fox, The Late Postclassic Eastern Frontier of Mesoamerica: Cultural Innovation Along the Periphery, in Current Anthropology, vol. 22, n. 4, The University of Chicago Press, Wenner-Gren Foundation for Anthropological Research, agosto 1981,  pp. 321-346, DOI:10.1086/202685, ISSN 0011-3204 (WC · ACNP), JSTOR 2742225, OCLC 4644864425.
- (ES) Francisco Antonio de Fuentes y Guzmán e Justo Zaragoza (note e illustrazioni), Historia de Guatemala o Recordación Florida, a cura di Luis Navarro, I, Madrid, Biblioteca de los Americanistas, 1882, OCLC 699103660.
- (ES) Francis Gall, Los Gonzalo de Alvarado, Conquistadores de Guatemala, in Anales de la Sociedad de Geografía e Historia, XL, Città del Guatemala, Sociedad de Geografía e Historia de Guatemala, luglio–December 1967, OCLC 72773975.
- (ES) Jorge F. Guillemín, Iximché: Capital del Antiguo Reino Cakchiquel, Città del Guatemala, Tipografía Nacional de Guatemala, 1965, OCLC 1498320.
- (EN) George F. Guillemin, The Ancient Cakchiquel Capital of Iximche (PDF), in Expedition, University of Pennsylvania Museum of Archaeology and Anthropology, inverno 1967,  pp. 22-35, ISSN 0014-4738 (WC · ACNP), OCLC 1568625. URL consultato il 12 settembre 2011 (archiviato dall'url originale il 22 marzo 2023).
- (EN) Robert M. Hill II, Eastern Chajoma (Cakchiquel) Political Geography: Ethnohistorical and archaeological contributions to the study of a Late Postclassic highland Maya polity, in Ancient Mesoamerica, vol. 7, New York, Cambridge University Press, 1996,  pp. 63-87, DOI:10.1017/s0956536100001292, ISSN 0956-5361 (WC · ACNP), OCLC 88113844.
- (ES) Robert M. Hill II, Los Otros Kaqchikeles: Los Chajomá Vinak, in Mesoamérica, vol. 35, Antigua Guatemala, El Centro de Investigaciones Regionales de Mesoamérica (CIRMA) in conjunction with Plumsock Mesoamerican Studies, giugno 1998,  pp. 229-254, ISSN 0252-9963 (WC · ACNP), OCLC 7141215.
- (EN) Eike Hinz, Existence and Identity: Reconciliation and Self-organization through Q'anjob'al Maya Divination (PDF), Amburgo, Universität Hamburg, 2010  [2008], ISBN 978-3-8334-8731-6, OCLC 299685808. URL consultato il 25 settembre 2011 (archiviato dall'url originale il 22 marzo 2012).
- (ES) Inforpress, Reseña Historia del Municipio de San Mateo Ixtatán, Huehuetenango, su inforpressca.com, Città del Guatemala, giugno 2011. URL consultato il 6 settembre 2011 (archiviato dall'url originale il 7 giugno 2011).
- (EN) ITMB Publishing, Guatemala (Map), 3ª ed., ITMB Publishing Ltd, ISBN 0-921463-64-2, OCLC 421536238.
- (EN) Ajb'ee Jiménez, Qnaab'ila b'ix Qna'b'ila, Our thoughts and our feelings: Maya-Mam women's struggles in San Ildefonso Ixtahuacán (PDF), su lanic.utexas.edu, University of Texas, 2006. URL consultato il 4 settembre 2011.
- (EN) Grant D. Jones, Don S. Rice e Prudence M. Rice, The Location of Tayasal: A Reconsideration in Light of Peten Maya Ethnohistory and Archaeology, in American Antiquity, vol. 46, n. 6, Washington D.C., Society for American Archaeology, luglio 1981,  p. 530, DOI:10.2307/280599, ISSN 0002-7316 (WC · ACNP), JSTOR 280599, OCLC 482285289.
- (EN) Grant D. Jones, The Lowland Maya, from the Conquest to the Present, in Richard E.W. Adams e Murdo J. Macleod (a cura di), The Cambridge History of the Native Peoples of the Americas, Vol. II: Mesoamerica, part 2, Cambridge, Cambridge University Press, 2000,  pp. 346-391, ISBN 978-0-521-65204-9, OCLC 33359444.
- (EN) Grant D. Jones, The Kowoj in Ethnohistorical Perspective, in Prudence M. Rice e Don S. Rice (a cura di), The Kowoj: identity, migration, and geopolitics in late postclassic Petén, Guatemala, Boulder, University Press of Colorado, 2009,  pp. 55-69, ISBN 978-0-87081-930-8, OCLC 225875268.
- (EN) J. Kathryn Josserand e Nicholas A. Hopkins, Chol Ritual Language (PDF), su famsi.org, Los Angeles, FAMSI (Foundation for the Advancement of Mesoamerican Studies), 2001. URL consultato il 30 gennaio 2012.
- (EN) Wendy Kramer, W. George Lovell e Christopher H. Lutz, Encomienda and Settlement: Towards a Historical Geography of Early Colonial Guatemala, in Yearbook. Conference of Latin American Geographers, vol. 16, Austin, University of Texas Press, 1990,  pp. 67-72, ISSN 1054-3074 (WC · ACNP), JSTOR 25765724, OCLC 4897324685.
- (ES) Celso A. Lara Figueroa, Introducción, in Recordación Florida: Primera Parte: Libros Primero y Segundo, Ayer y Hoy, 3ª ed., Guatemala, Editorial Artemis-Edinter, 2000, ISBN 978-84-89452-66-4.
- (EN) Henri Lehmann, Guide to the Ruins of Mixco Viejo, Andrew McIntyre; Edwin Kuh, Città del Guatemala, Piedra Santa, 1968, OCLC 716195862.
- (EN) Thomas M. Leonard, The History of Honduras, Santa Barbara, ABC-CLIO, 2011, ISBN 978-0-313-36303-0.
- (ES) José Vinicio Letona Zuleta, Carlos Camacho Nassar e Juan Antonio Fernández Gamarro, Las tierras comunales xincas de Guatemala, in Carlos Camacho Nassar (a cura di), Tierra, identidad y conflicto en Guatemala, Città del Guatemala, Facultad Latinoamericana de Ciencias Sociales (FLACSO); Misión de Verificación de las Naciones Unidas en Guatemala (MINUGUA); Dependencia Presidencial de Asistencia Legal y Resolución de Conflictos sobre la Tierra (CONTIERRA), 1º gennaio 2003, ISBN 978-99922-66-84-7, OCLC 54679387.
- (ES) Fernando Limón Aguirre, La ciudadanía del pueblo chuj en México: Una dialéctica negativa de identidades (PDF), su ciesas.edu.mx, San Cristóbal de Las Casas, El Colegio de la Frontera Sur – Unidad San Cristóbal de Las Casas, 2008. URL consultato il 15 settembre 2011 (archiviato dall'url originale il 2 aprile 2012).
- (EN) W. George Lovell, Christopher H. Lutz e William R. Swezey, The Indian Population of Southern Guatemala, 1549–1551: An Analysis of López de Cerrato's Tasaciones de Tributos, in The Americas, vol. 40, n. 4, Academy of American Franciscan History, aprile 1984,  pp. 459-477, DOI:10.2307/980856, JSTOR 980856.
- (EN) W. George Lovell, Surviving Conquest: The Maya of Guatemala in Historical Perspective (PDF), in Latin American Research Review, vol. 23, n. 2, Pittsburgh, The Latin American Studies Association, 1988,  pp. 25-57. URL consultato il 27 settembre 2012.
- (EN) W. George Lovell, The Highland Maya, in Richard E.W. Adams e Murdo J. Macleod (a cura di), The Cambridge History of the Native Peoples of the Americas, Vol. II: Mesoamerica, part 2, Cambridge, Cambridge University Press, 2000,  pp. 392-444, ISBN 978-0-521-65204-9, OCLC 33359444.
- (EN) W. George Lovell, Conquest and Survival in Colonial Guatemala: A Historical Geography of the Cuchumatán Highlands, 1500–1821, 3ª ed., Montreal, McGill-Queen's University Press, 2005, ISBN 978-0-7735-2741-6, OCLC 58051691.
- (EN) W. George Lovell, Christopher H. Lutz, Wendy Kramer e William R. Swezey, Strange Lands and Different Peoples: Spaniards and Indians in Colonial Guatemala, collana Civilization of the American Indian, Norman, University of Oklahoma Press, 2013, ISBN 978-0-8061-4390-3, OCLC 841201200.
- (EN) Christopher H. Lutz, Santiago de Guatemala, 1541–1773: City, Caste, and the Colonial Experience, University of Oklahoma Press, 1997, ISBN 978-0-8061-2597-8, OCLC 29548140.
- (EN) Laura E. Matthew, Memories of Conquest: Becoming Mexicano in Colonial Guatemala (hardback), collana First Peoples, Chapel Hill, North Carolina, University of North Carolina Press, 2012, ISBN 978-0-8078-3537-1, OCLC 752286995.
- (EN) Amos Megged, The Rise of Creole Identity in Early Colonial Guatemala: Differential Patterns in Town and Countryside, in Social History, vol. 17, n. 3, Londra, Taylor & Francis, Ltd., ottobre 1992,  pp. 421-440, DOI:10.1080/03071029208567848, ISSN 0307-1022 (WC · ACNP), JSTOR 4286050.
- (ES) Hilda Johanna Mendoza Asencio, Módulo pedagógico para desarrollo turístico dirigido a docentes y estudiantes del Instituto Mixto de Educación Básica por Cooperativa de Enseñanza, Pasaco, Jutiapa (PDF), su biblioteca.usac.edu.gt, Universidad de San Carlos de Guatemala, 2011. URL consultato il 24 settembre 2012 (archiviato dall'url originale il 31 maggio 2013).
- (ES) MINEDUC, Historia y Memorias de la Comunidad Étnica Chuj, a cura di Eleuterio Cahuec del Valle, II, Versión escolar, Guatemala, Universidad Rafael Landívar/UNICEF/FODIGUA, 2001, OCLC 741355513.
- (ES) Municipalidad de San Cristóbal Acasaguastlán, Historia del Municipio, su sancristobalacasaguastlan.gob.gt, Municipalidad de San Cristóbal Acasaguastlán, 2011. URL consultato il 24 settembre 2012 (archiviato dall'url originale il 3 gennaio 2014).
- (ES) Linda Newson, El Costo de la Conquista, Tegucigalpa, Editorial Guaymuras, 2007  [1986], ISBN 978-99926-15-57-7, OCLC 912532311.
- (ES) Walter Agustin Ortiz Flores, Segundo Asiento Oficial de la Ciudad según Acta, su miciudadvieja.com, Ciudad Vieja Sacatepéquez, www.miciudadvieja.com, 2008. URL consultato il 25 ottobre 2011 (archiviato dall'url originale il 14 luglio 2011).
- (EN) Charles Phillips, The Complete Illustrated History of the Aztecs & Maya: The definitive chronicle of the ancient peoples of Central America & Mexico – including the Aztec, Maya, Olmec, Mixtec, Toltec & Zapotec, Londra, Anness Publishing Ltd., 2007  [2006], ISBN 978-1-84681-197-5, OCLC 642211652.
- (ES) Francis Polo Sifontes, Título de Alotenango, 1565: Clave para ubicar geograficamente la antigua Itzcuintepec pipil, in Francis Polo Sifontes e Celso A. Lara Figueroa (a cura di), Antropología e Historia de Guatemala, vol. 3, II Epoca, Città del Guatemala, Dirección General de Antropología e Historia de Guatemala, Ministerio de Educación, 1981,  pp. 109-129, OCLC 605015816.
- (ES) Francis Polo Sifontes, Los Cakchiqueles en la Conquista de Guatemala, Città del Guatemala, CENALTEX, 1986, OCLC 82712257.
- (ES) Nuria Pons Sáez, La Conquista del Lacandón, Città del Messico, Universidad Nacional Autónoma de México, 1997, ISBN 978-968-36-6150-0, OCLC 40857165.
- (ES) Ivonne Putzeys e Sheila Flores, Excavaciones arqueológicas en la Iglesia de la Santísima Trinidad de Chiquimula de la Sierra: Rescate del nombre y el prestigio de una iglesia olvidada (PDF), in J.P. Laporte, B. Arroyo e H. Mejía (a cura di), XX Simposio de Arqueología en Guatemala, 2006, Città del Guatemala, Museo Nacional de Arqueología y Etnología, 2007,  pp. 1473-1490. URL consultato il 24 gennaio 2012 (archiviato dall'url originale il 14 settembre 2011).
- (ES) Adrián Recinos, Pedro de Alvarado: Conquistador de México y Guatemala, 2ª ed., Città del Guatemala, CENALTEX Centro Nacional de Libros de Texto y Material Didáctico "José de Pineda Ibarra", 1986  [1952], OCLC 243309954.
- (ES) Adrian Recinos, Memorial de Solalá, Anales de los Kaqchikeles; Título de los Señores de Totonicapán, Città del Guatemala, Piedra Santa, 1998, ISBN 978-84-8377-006-1, OCLC 25476196.
- (EN) Matthew Restall e Florine Asselbergs, Invading Guatemala: Spanish, Nahua, and Maya Accounts of the Conquest Wars, University Park, Pennsylvania State University Press, 2007, ISBN 978-0-271-02758-6, OCLC 165478850.
- (EN) Prudence M. Rice, Who were the Kowoj?, in Prudence M. Rice e Don S. Rice (a cura di), The Kowoj: identity, migration, and geopolitics in late postclassic Petén, Guatemala, Boulder, University Press of Colorado, 2009,  pp. 17-19, ISBN 978-0-87081-930-8, OCLC 225875268.
- (EN) Prudence M. Rice e Don S. Rice, Introduction to the Kowoj and their Petén Neighbors, in Prudence M. Rice e Don S. Rice (a cura di), The Kowoj: identity, migration, and geopolitics in late postclassic Petén, Guatemala, Boulder, University Press of Colorado, 2009,  pp. 3-15, ISBN 978-0-87081-930-8, OCLC 225875268.
- (EN) Prudence M. Rice, Don S. Rice, Timothy W. Pugh e Rómulo Sánchez Polo, Defensive Architecture and the Context of Warfare at Zacpetén, in Prudence M. Rice e Don S. Rice (a cura di), The Kowoj: identity, migration, and geopolitics in late postclassic Petén, Guatemala, Boulder, University Press of Colorado, 2009,  pp. 123-140, ISBN 978-0-87081-930-8, OCLC 225875268.
- (ES) José A. Sarmiento, Historia de Olancho 1524-1877, collana Colección CÓDICES (Ciencias Sociales), Tegucigalpa, Editorial Guaymuras, 2006  [1990], ISBN 978-99926-33-50-2, OCLC 75959569.
- (EN) Linda Schele e Peter Mathews, The Code of Kings: The language of seven Maya temples and tombs, New York, Simon & Schuster, 1999, ISBN 978-0-684-85209-6, OCLC 41423034.
- (EN) Robert Sharer e Loa P. Traxler, The Ancient Maya, 6ª ed., Stanford, Stanford University Press, 2006, ISBN 978-0-8047-4817-9, OCLC 57577446.
- (EN) Carol A. Smith, Race/Class/Gender Ideology in Guatemala: Modern and Anti-Modern Forms, in Brackette Williams (a cura di), Women Out of Place: The Gender of Agency, the Race of Nationality, New York e Londra, Routledge, 1997,  pp. 50-78, ISBN 978-0-415-91496-3, OCLC 60185223.
- (EN) Michael E. Smith, The Aztecs, 2ª ed., Malden e Oxford, Blackwell Publishing, 2003  [1996], ISBN 978-0-631-23016-8, OCLC 59452395.
- (EN) J. Eric S. Thompson, Sixteenth and Seventeenth Century Reports on the Chol Mayas, in American Anthropologist, vol. 40, 4 (Part 1), Wiley on behalf of the American Anthropological Association, ottobre–dicembre 1938,  pp. 584-604, DOI:10.1525/aa.1938.40.4.02a00040, JSTOR 661615.
- (ES) Rudd van Akkeren, El etnohistoriador y sus fuentes: el caso de la conquista de Chacujal, ciudad desconocida del Polochic, in Mesoamérica, vol. 52, Antigua Guatemala, e South Woodstock, El Centro de Investigaciones Regionales de Mesoamérica (CIRMA), Plumsock Mesoamerican Studies, 2010,  pp. 171-181, ISSN 0252-9963 (WC · ACNP), OCLC 7141215.
- (EN) Thomas T. Veblen, Native Population Decline in Totonicapan, Guatemala, in Annals of the Association of American Geographers, vol. 67, n. 4, Taylor & Francis, Association of American Geographers, dicembre 1977,  pp. 484-499, DOI:10.1111/j.1467-8306.1977.tb01157.x, JSTOR 2562478, PMID 11614191.
- (EN) Henry Rayo Wagner e Helen Rand Parish, The Life and Writings of Bartolomé de Las Casas, University of New Mexico Press, 1967, OCLC 427169.
- (EN) David L. Webster, The Fall of the Ancient Maya: Solving the Mystery of the Maya Collapse, Londra, Thames & Hudson, 2002, ISBN 978-0-500-05113-9, OCLC 48753878.